# Julian Assange
Julian Assange (prononcé /ˈd͡ʒuːliən əˈsɑːnʒ/), né Julian Paul Hawkins le 3 juillet 1971 à Townsville (Queensland), est un informaticien et cybermilitant australien devenu journaliste et lanceur d'alerte. Il est principalement connu pour être le fondateur, rédacteur en chef et porte-parole de WikiLeaks.
En 2010, à la suite des révélations de WikiLeaks sur les crimes de guerres commis par les États-Unis et leurs alliés en Irak et en Afghanistan, Assange acquiert une grande notoriété. Il est ensuite au cœur d'une affaire politico-judiciaire internationale, qui le prive de liberté à partir de 2010 dans des circonstances telles qu'il a pu être qualifié de prisonnier politique.
En liberté surveillée, puis réfugié dans l'ambassade d'Équateur à Londres entre 2012 et 2019, il est incarcéré au Royaume-Uni à partir de 2019, au cœur d'une procédure d'extradition demandée par les États-Unis après avoir été inculpé pour « espionnage » ; il encourt 175 ans de prison.
Il comparaît le 26 juin 2024 devant un tribunal fédéral étatsunien des îles Mariannes qui, dans le cadre d'un accord de plaider coupable avec la justice américaine, le condamne à 62 mois de prison, couverts par sa détention provisoire à Londres, ce qui lui permet de regagner librement l'Australie.

## Biographie

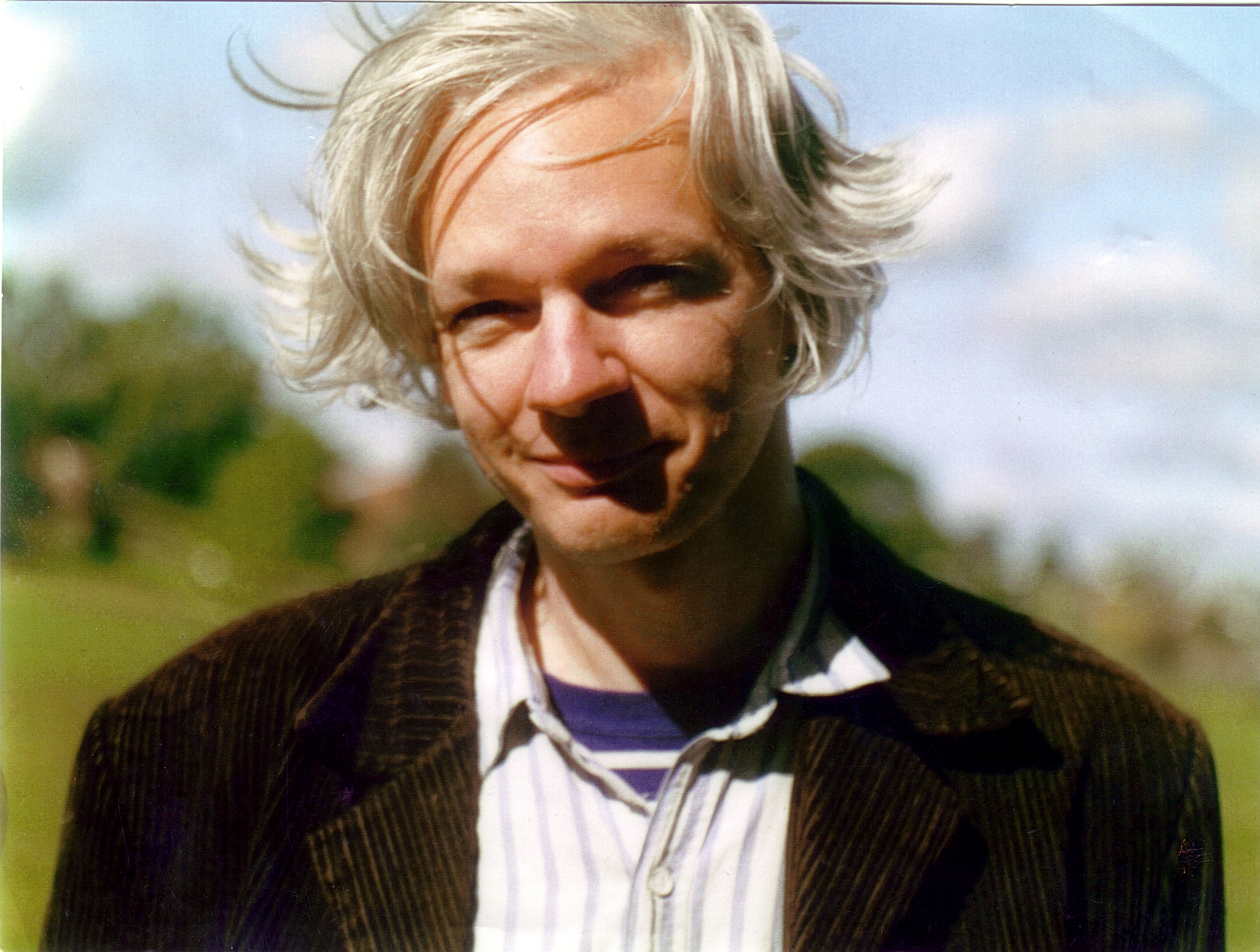
Assange en 2006.

### Enfance et famille
Julian Paul Assange naît en 1971 à Townsville en Australie (il affirme être né sur Magnetic Island au large de Townsville), où il passe une grande partie de son enfance. Alors qu'il a un an, sa mère, Christine Ann Hawkins, épouse le directeur de théâtre ambulant Brett Assange, qui, bien que n'étant pas son père biologique, le reconnaît légalement et lui donne son nom. Son père biologique est John Shipton, rencontré à Sydney, lors d'une manifestation contre la guerre du Vietnam.
En 1979, sa mère se remarie avec un musicien, « fils présumé d'Anne Hamilton-Byrne »[réf. nécessaire], fondatrice de la secte New Age Kia Lama,. Le 12 décembre 2010, au cours de l'émission Mise au Point diffusée par la Télévision suisse romande, Assange évoque son enfance, ainsi que les constantes pérégrinations qui l'ont amené — lui, sa mère et son demi-frère — à devoir fuir ce qu'il appelle « la secte d'Anne Hamilton-Byrne (Association du parc Santiniketan) ».
En 1982, le couple divorce après la naissance du demi-frère de Julian. Les parents se disputent sa garde. Sa mère s'enfuit avec ses enfants et les cache pendant cinq ans. Cette vie d'errance conduit Assange à fréquenter trente-sept écoles différentes.
À l'adolescence et jusqu'à l'âge adulte, Assange prend le pseudonyme de « Mendax ». Passionné d'informatique, il devient un hacker éthique : il ne détruit rien et agit dans le but de la connaissance pour renforcer la sécurité.
À l'âge de 18 ans, Assange emménage avec sa compagne ; elle donne naissance à leur fils Daniel,.

### Informatique et études universitaires

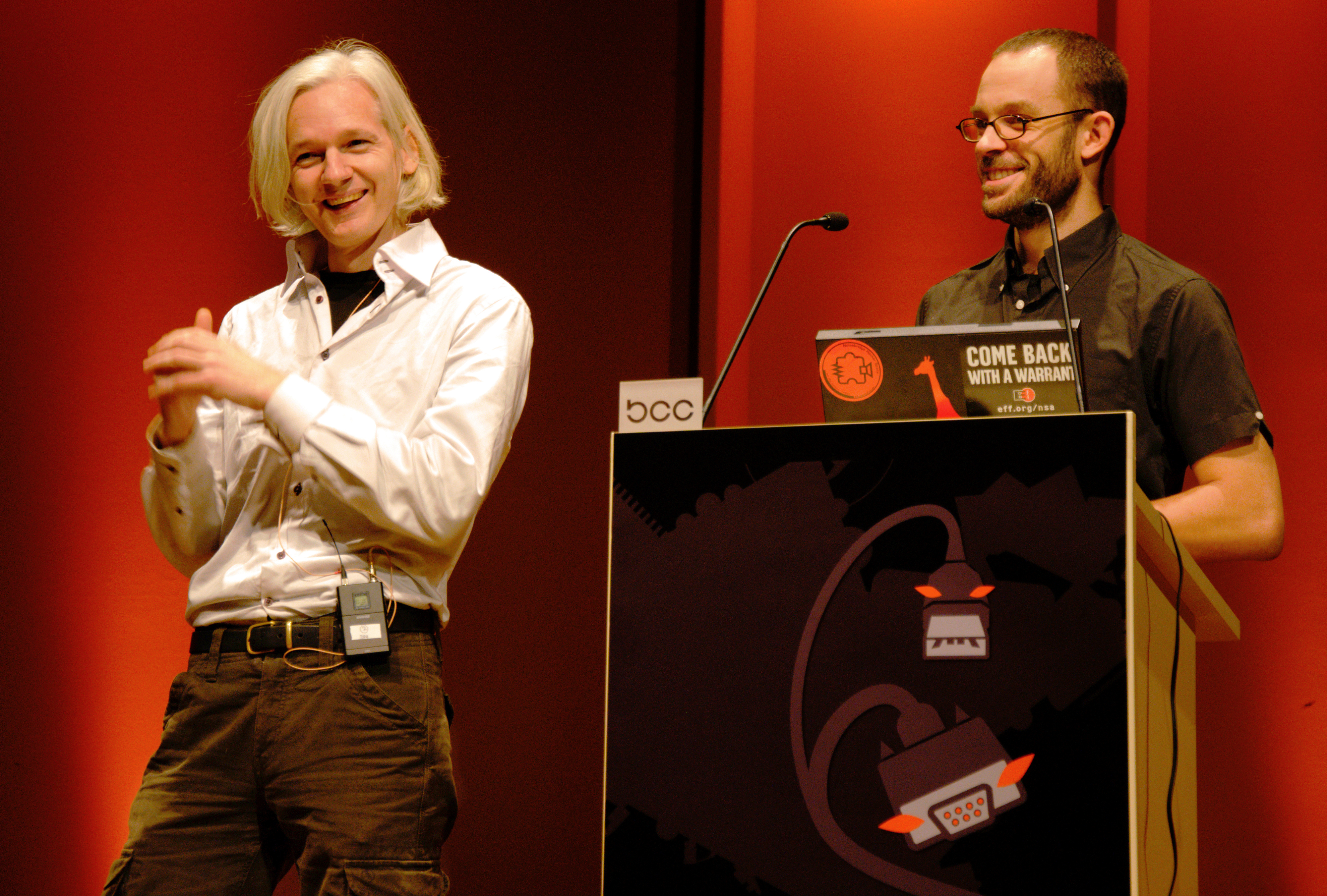
Assange et Daniel Domscheit-Berg au 26C3 à Berlin, décembre 2009.

En 1993, Assange participe au lancement de l'un des premiers fournisseurs de services Internet grand public en Australie, Suburbia Public Access Network. À partir de 1994, il exerce des activités en tant que programmeur et développeur de logiciels libres. En 1995, il écrit le logiciel Strobe, un scanner de port. En 1996, il contribue à l'écriture de plusieurs correctifs pour le projet PostgreSQL. Assange a participé à la rédaction du livre Underground: Tales of Hacking, Madness and Obsession on the Electronic Frontier (en) (« Dans la clandestinité : contes du piratage, de la folie et de l'obsession à la frontière électronique ») (1997), qui relate ce qu'il a vécu avec le groupe des International Subversives. Il co-invente, à partir de 1997, le système de chiffrement niable Rubberhose, un concept de cryptographie élaboré dans un progiciel pour GNU/Linux et conçu pour fournir un déni plausible contre la cryptanalyse du tuyau de caoutchouc (en). À l'origine, dans l'esprit d'Assange, ce système devait constituer « un outil au service des personnes œuvrant en faveur des droits de l'homme, et qui avaient besoin de protéger des données sensibles dans ce domaine ». Parmi les autres logiciels qu'il a écrits ou coécrits, on compte le logiciel de mise en cache NNTPCache pour Usenet et Surfraw (es), une interface en ligne de commande pour les moteurs de recherche Web. En 1999, Assange enregistre le nom de domaine leaks.org, « mais », dit-il, « ensuite, je n'en ai rien fait ».
Le 4 novembre 2010, dans un entretien télévisé accordé à la Radio télévision suisse, il décrit ses premiers pas d'informaticien, grâce au Commodore 64 offert par sa mère. Il a par la suite utilisé un ordinateur Amiga pour ses premières activités de hacking,.
Assange a fréquenté six universités. De 2003 à 2006, il a étudié la physique et les mathématiques à l'université de Melbourne, suivi des études de philosophie et de neurosciences, sans obtenir de diplôme.

### Hacker
En 1987, dès l'âge de 16 ans, Assange devient un hacker, utilisant comme pseudo « Mendax » (menteur en latin) puis « Prof ». Ce dernier nom ferait allusion au roman Cryptonomicon de l'auteur de science-fiction américain Neal Stephenson.
En 1991, il est repéré dans une attaque contre un serveur australien de Nortel, une multinationale de télécommunications, et la police australienne perquisitionne son domicile en octobre. Poursuivi en justice, il plaide coupable en 1996. Il est condamné à une faible peine (2 100 dollars australiens de dommages-intérêts) pour absence d'intention malicieuse, en considération d'une enfance difficile.

### Journaliste
À l'occasion de la procédure judiciaire dont Assange est la cible, de nombreux médias le présentent comme journaliste,,, ou présentent son travail comme relevant de la liberté de la presse,.
Toutefois, les États-Unis nient le caractère journalistique du travail d'Assange, ce qui leur a ouvert la possibilité de le poursuivre sans avoir à tenir compte du premier amendement de leur constitution qui défend la liberté d'expression et la liberté de la presse. La présidente de la Fédération internationale des journalistes, qui a délivré à Assange une carte de presse internationale valide jusqu'au 8 septembre 2023, dénonce l'acharnement contre la liberté de la presse à travers les poursuites contre Assange.

### Vie privée

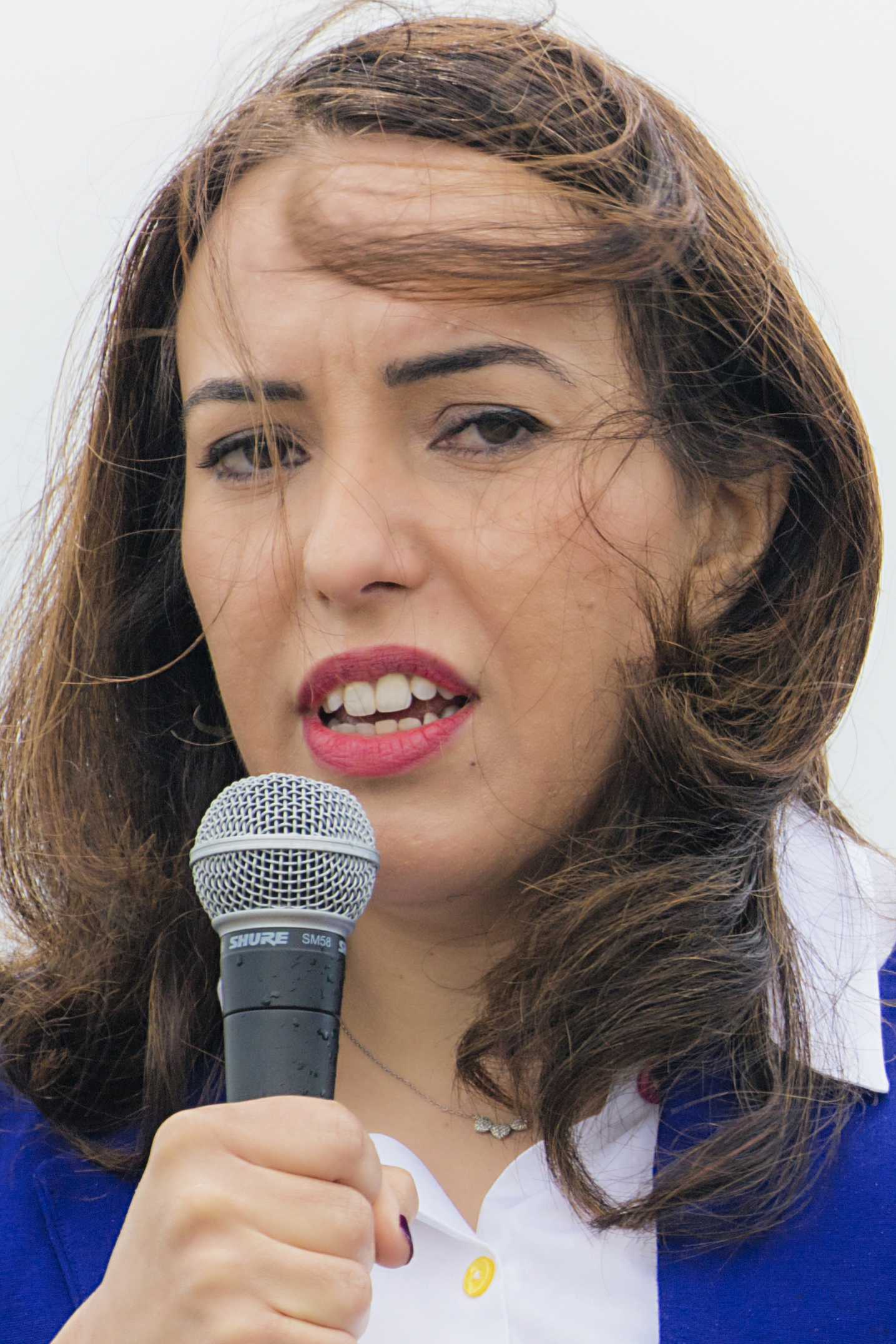
Stella Moris aux Bains des Pâquis de Genève en 2021.

Assange a plusieurs enfants dont un est français et vit en France. Début avril 2020, dans un entretien au Mail on Sunday, son ancienne avocate Stella Moris révèle qu'elle a eu deux enfants avec Assange lorsqu'il était réfugié à l'ambassade d'Équateur à Londres dans les années 2010. Elle a choisi de révéler l'existence de ses jeunes enfants sous la pression du juge qui, selon elle, souhaitait divulguer cette information et parce qu'elle « craint que la vie d'Assange ne soit en danger s'il reste à Belmarsh » en raison de la pandémie de Covid-19,. En 2021, Stella Moris, continue de se battre pour la libération de Assange. « Je veux juste qu'il rentre à la maison, guérisse, profite de nos enfants et qu'il se reconnecte à la nature, dont il a été privé depuis une décennie », confie-t-elle. Mi-novembre 2021, elle affirme avoir eu l'autorisation de pouvoir se marier avec Assange au sein de la prison de Belmarsh, sans qu'aucune date n'ait été fixée. Ils se sont mariés le 23 mars 2022, sans que l'administration pénitentiaire autorise que soient prises et diffusées des photos du mariage,.

### Convictions politiques
La philosophie de Assange consiste en un crypto-anarchisme fondé, selon les adeptes de cette mouvance, sur une asymétrie d'information entre les pouvoirs publics et les citoyens ; cette asymétrie profiterait essentiellement aux États. Cela signifie pour les crypto-anarchistes, que les États sont, d'une part, en mesure de contrôler une grande partie des communications de leurs citoyens, et qu'ils tentent, d'autre part, de garder secrets de larges pans de l'information dont ils disposent.
Partant de ce constat, Assange estime que les innovations techniques offertes par Internet permettent désormais d'inverser l'asymétrie observée en déployant une stratégie reposant sur deux axes essentiels : le premier de ces axes vise à protéger les informations à caractère personnel des citoyens par des moyens cryptographiques au développement desquels Assange a d'ailleurs déjà contribué activement et qu'il s'est attaché à diffuser gratuitement (voir supra). De tels moyens sont susceptibles de restreindre très fortement l'influence et le contrôle qu'exercent les États sur leurs citoyens.

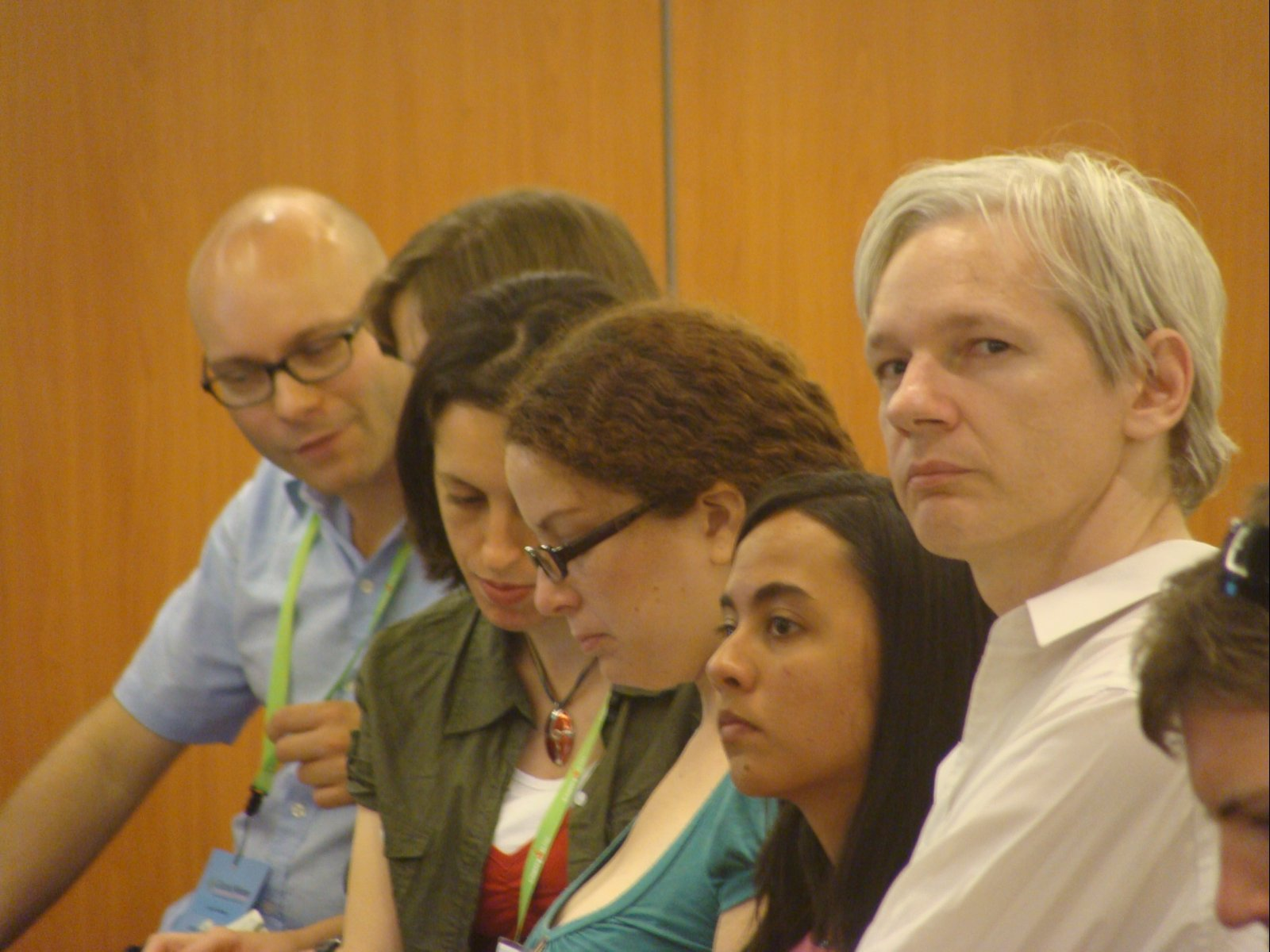
Julian Assange en Hongrie en 2008

Le second axe vise, lui, à organiser la publication-divulgation systématique des connaissances dont disposent les États et leurs dirigeants et de parvenir ainsi à une minimisation de la fonction étatique conçue en tant qu'autorité maîtrisant l'information. Pour Assange, « l'organisation de fuites constitue une action intrinsèquement anti-autoritaire ».

Dans un livre publié en 2013 , Jacob Appelbaum et Julian Assange font référence aux quatre cavaliers de l'infocalypse, ici résumé dans un article publié dans le quotidien Sud Ouest :

« Au nom de la lutte contre ceux que Jacob Appelbaum désigne dans cette discussion sous le nom des « quatre cavaliers de l'Infocalypse », à savoir la pornographie enfantine, le terrorisme, le blanchiment d'argent et le marché de la drogue, les États se sont accordé toute latitude pour intercepter, stocker et traiter tous nos échanges sur Internet, expliquent en détail les quatre hommes. »

Partant du constat que les guerres du XXe siècle sont souvent parties de diffusion d'informations maîtrisées par les dirigeants qui voulaient la guerre, Assange déclare : « cela signifie que les populations n'aiment pas les guerres et qu'il faut leur mentir. Cela signifie que la vérité peut nous emmener vers la paix. ».
L'asymétrie d'information constatée entre les autorités publiques et les citoyens constitue une grille de lecture que Assange, dans le sillage d'un nombre croissant d'économistes, entend appliquer également à la compréhension du mode de fonctionnement des entreprises ; l'objectif final restant néanmoins pour Assange de corriger les défauts d'une telle asymétrie et, ce faisant, de mettre à nu le cynisme qu'elle favorise[réf. nécessaire].

## WikiLeaks

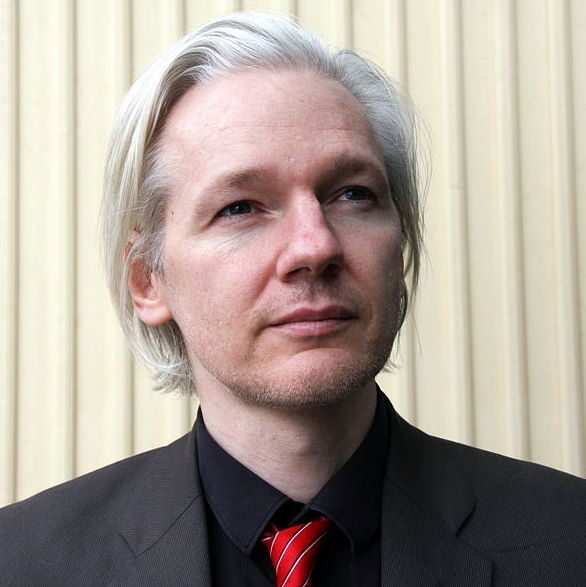
Assange à la conférence SKUP pour le journalisme d'investigation en Norvège en mars 2010.

Assange est le porte-parole le plus connu de l'organisation WikiLeaks, dont il est le fondateur et membre du conseil d'administration. Il est également le responsable du site Web de WikiLeaks. Il possède un droit de veto sur la publication de tout document soumis à WikiLeaks.
En octobre 2010, il reçoit le soutien de Daniel Ellsberg qui, en 1971, avait été à l'origine de la divulgation des Pentagon Papers. Le 18 octobre 2010, les autorités suédoises rejettent sa demande de permis de travail et de résidence, alors qu'il avait spécifiquement opté pour la Suède, afin de bénéficier de la protection des sources des journalistes, à propos desquelles la législation de ce pays est particulièrement stricte. Ce rejet intervient au moment où WikiLeaks s'apprêtait à publier des documents sur la guerre d'Irak.
Assange a publié plusieurs millions de documents confidentiels relatifs aux modes opératoires de l'armée américaine en Irak sur le site WikiLeaks. Il a également dénoncé les circuits de corruption de dictateurs africains ou de certaines compagnies russes offshore.
En avril 2015, WikiLeaks publie 30 287 documents et 173 132 e-mails relatifs à la firme Sony Pictures. Une base de données est établie afin de faciliter les recherches dans ces archives.
D'autres médias suivent la voie ouverte par Wikileaks, comme Bellingcat, popularisant le concept d'enquête open source.

## Principaux événements de l'affaire Assange

### Résumé
En 2010, WikiLeaks publie des documents classifiés américains, sur la guerre d'Irak en avril, révélant au monde des crimes de guerre des États-Unis et de leurs alliés, notamment le Royaume-Uni, ; une vidéo intitulée Collateral murder (« meurtre collatéral ») filmant le raid aérien du 12 juillet 2007 à Bagdad puis une autre sur la guerre d'Afghanistan en août sont notamment diffusées[réf. nécessaire]. Ces révélations déclenchent la « fureur du Pentagone ». Dès lors, les autorités américaines lancent une enquête pour « espionnage » contre WikiLeaks et recherchent activement Assange.
Entre 2010 et 2012, Assange est en liberté surveillée au Royaume-Uni en raison d'un mandat d'arrêt européen de la justice suédoise, à la suite d'une accusation de « délit sexuel » en Suède en 2010. Assange clame son innocence et dénonce un prétexte pour qu'il soit extradé de Suède vers les États-Unis. En mai 2012, la Cour suprême du Royaume-Uni rejette son ultime demande à ne pas être extradé vers la Suède.
Le 19 juin 2012, Assange se réfugie à l'ambassade d'Équateur à Londres, où il vivra pendant 7 ans dans un espace confiné — il obtient l'asile politique le 16 août 2012, puis est naturalisé le 12 décembre 2017 — dans la crainte des persécutions américaines, et d'une extradition vers le camp de Guantánamo. De nombreux observateurs estiment qu'Assange est victime de détention arbitraire ; il ne peut pas sortir de l'ambassade sans risquer une arrestation britannique et l'extradition vers les États-Unis. Il est alors surveillé en permanence par la police londonienne (le Metropolitan Police Service à Scotland Yard) et espionné par la Central Intelligence Agency (CIA).
En 2016, toujours enfermé dans l'ambassade d'Équateur, Assange commente sur les réseaux sociaux la campagne pour l'élection présidentielle américaine. WikiLeaks publie alors des milliers de courriels piratés du Parti démocrate. Dans le cadre des accusations d'ingérences russes dans l'élection, de hauts responsables et les services de renseignement américains considèrent que la Russie a aidé WikiLeaks pour les diffuser, et ainsi peser sur l'élection pour faire élire Donald Trump, candidat du Parti républicain.
Le 11 avril 2019, le président équatorien Lenín Moreno annonce le déchoir de la nationalité équatorienne — obtenue fin 2017 sous la présidence de Rafael Correa — et met fin à son droit d'asile en justifiant sa décision par ces mots : "Julian Assange a violé à plusieurs reprises les conventions internationales et le protocole de cohabitation". Le jour même, Assange est arrêté dans l'enceinte de l'ambassade par la police londonienne. Les États-Unis demandent immédiatement son extradition. Le 1er mai 2019, il est condamné par la justice britannique à cinquante semaines de prison pour violation des conditions de sa liberté provisoire en 2012. L'affaire en justice suédoise se révèlera avoir été instrumentalisée par le Royaume-Uni, pour maintenir Assange sous mandat d'arrêt, et justifier son arrestation. La justice suédoise clôt définitivement cette affaire faute de preuves le 19 novembre 2019, quelques mois après l'arrestation de Assange par les Britanniques, et 9 ans après les faits reprochés.
Le 23 mai 2019, les États-Unis inculpent Assange pour « espionnage » ; celui-ci encourt jusqu'à 175 ans de prison. Une inculpation « sans précédent dans l'histoire du journalisme aux États-Unis », qualifiée d'attaque contre le premier amendement de la Constitution américaine (qui garantit la liberté de la presse), car pour la première fois, le département de la Justice américain nie le caractère journalistique des agissements de Assange.
Assange est incarcéré en détention provisoire à la prison de haute sécurité de Belmarsh depuis le 11 avril 2019, jour de son arrestation à l'ambassade d'Équateur. De nombreux observateurs, comme le Rapporteur spécial des Nations unies Nils Melzer constatent une dégradation de sa santé du fait de l'isolement et du stress intense dû aux menaces qui pèsent sur lui, et appellent à mettre un terme à la « persécution collective » dont il est victime.
Le 4 janvier 2021, la justice britannique refuse dans un premier jugement la demande d'extradition de Assange vers les États-Unis. Une demande de libération sous caution d'Assange est refusée le 6 janvier. Le gouvernement fédéral des États-Unis fait appel de la décision et la procédure d'appel démarre le 27 octobre 2021. La cour d'appel annule la décision d'interdiction de l'extradition le 10 décembre 2021. La justice britannique se prononce ensuite en faveur de l'extradition en juin 2022, qui nécessite un arrêté d'extradition signée par la Secrétaire d'État à l'intérieur pour devenir effectif.
En mai 2024, deux juges britanniques ont accordé à Julian Assange le droit de faire appel de son extradition. Cet appel devait notamment porter sur la question de savoir s'il bénéficierait de la protection de la liberté d'expression en tant qu'étranger dans le système juridique américain. La justice britannique devait examiner ce recours les 9 et 10 juillet 2024.
En juin 2024, il conclut un accord de plaider coupable avec la justice américaine, afin de permettre sa libération. Il comparait le 26 juin devant le tribunal fédéral de Saipan aux îles Mariannes pour « complot pour obtenir et divulguer des informations relevant de la défense nationale », et y plaide coupable de ce seul chef d'inculpation,. Condamné à 62 mois de prison, déjà couverts par sa détention, il sort libre du tribunal et rejoint aussitôt son Australie natale.

### Publication de documents secrets américains sur la guerre en Irak et en Afghanistan
En avril 2010, WikiLeaks publie des documents classifiés sur la guerre d'Irak et notamment la vidéo Collateral murder (« Meurtre collatéral »),. Chelsea Manning est l'analyste militaire américaine qui lui fournit les documents, sachant qu'elle risquait d'être poursuivie pour trahison.
Les autorités des États-Unis commencent à enquêter sur WikiLeaks et Assange en vertu de la loi sur l'Espionnage de 1917, ce que confirme en novembre 2010 le ministre de la Justice américain, Eric Holder. Un grand jury est constitué à Alexandria en Virginie,.
En octobre 2010, le site révèle notamment que les forces militaires alliées en Irak ont torturé ou tué sans raison des centaines d'Irakiens et met en évidence « de nombreux cas de crimes de guerre qui semblent manifestes de la part des forces américaines, comme le meurtre délibéré de personnes qui tentaient de se rendre »,.
Fin novembre 2010, Assange échange des lettres avec le gouvernement américain, puis WikiLeaks commence à publier les révélations de télégrammes de la diplomatie américaine. La Maison-Blanche qualifie cette opération de « crime grave ». D'après Robert Gibbs, porte-parole de la présidence américaine, WikiLeaks et ceux qui disséminent ces informations seraient des criminels, il estime que ces fuites constituent « de graves violations de la loi et une menace grave pour ceux qui mènent et aident notre politique étrangère ». La secrétaire d'État des États-Unis, Hillary Clinton, évoque une « attaque contre la communauté internationale ».
D'après le quotidien américain The New York Times « l'affirmation de la secrétaire d'État Hillary Clinton selon laquelle les fuites mettent en danger la sécurité nationale semble exagérée ». Le journal ajoute : « Ces documents ont une valeur parce qu'ils mettent en lumière la politique américaine sous un jour que les Américains et le reste du monde ont le droit de voir. »,.
Daniel Ellsberg, connu pour avoir révélé les Pentagon Papers, a défendu la publication de WikiLeaks, rapporte le quotidien The Guardian : « Tout secrétaire d'État aurait dit la même chose à propos des Pentagon Papers ».

### Mandat d'arrêt suédois pour délit sexuel
Le 21 août 2010, la justice suédoise révèle suspecter Assange de délits sexuels (« viol mineur »),, à l'encontre de deux femmes suédoises. Les deux femmes, amies, ont fait une déposition commune auprès du commissariat local quelques jours après avoir eu des relations sexuelles séparées et répétées avec Assange mais n'ont pas porté plainte et c'est la police qui a pris l'initiative d'informer le parquet. Quelques heures après l'émission du communiqué de presse, le Parquet lève l'avis de recherche estimant qu'en fait M. Assange « n'était pas suspect de viol » et « n'était plus recherché »,. En revanche, l'enquête pour agression se poursuit. Assange nie formellement les faits, et reconnaît avoir eu une relation sexuelle, consentie, avec les deux femmes. Il publie en décembre 2016 les réponses qu'il a faites à ces accusations. Les jeunes femmes ne nient pas que la relation était initialement consentie, mais affirment qu'Assange aurait retiré son préservatif sans qu'elles l'y aient autorisé. Le refus d'arrêter immédiatement les ébats après la rupture d'un préservatif est un acte condamnable en droit suédois,.
Cette accusation survient peu de temps après que WikiLeaks a publié 77 000 documents confidentiels de l'armée américaine sur la guerre en Afghanistan,, déclenchant la « fureur du Pentagone », puis annoncé, le 15 août 2010, vouloir en publier 15 000 nouveaux. Cette concomitance ne semble pas fortuite à certains commentateurs. « Cette affaire ressemble fort à un coup tordu des services, à l'ancienne », affirme, par exemple, Le Canard enchaîné.
Le 18 novembre 2010, le parquet suédois, après avoir abandonné les poursuites et l'avoir autorisé à quitter le territoire, émet un mandat d'arrêt contre Assange, afin de l'interroger sur des suspicions de « viol mineur » et d'agression sexuelle. Assange se déclare prêt à être interrogé.
Interviewé sur CNN, il réfute la pertinence de la procédure pénale à son encontre (il n'est d'ailleurs pas mis en examen), déclarant comme infondées les accusations portées contre lui, puis ajoute : « On ne peut pas mettre sur le même plan l'énormité des informations que je révèle, concernant la mort de 109 000 civils en Irak, avec les accusations triviales portées contre moi ». À partir du 30 novembre 2010, il est l'objet d'une notice rouge de la part de la Suède relayé par Interpol,, pour cette affaire.

### Liberté surveillée, sous caution au Royaume-Uni

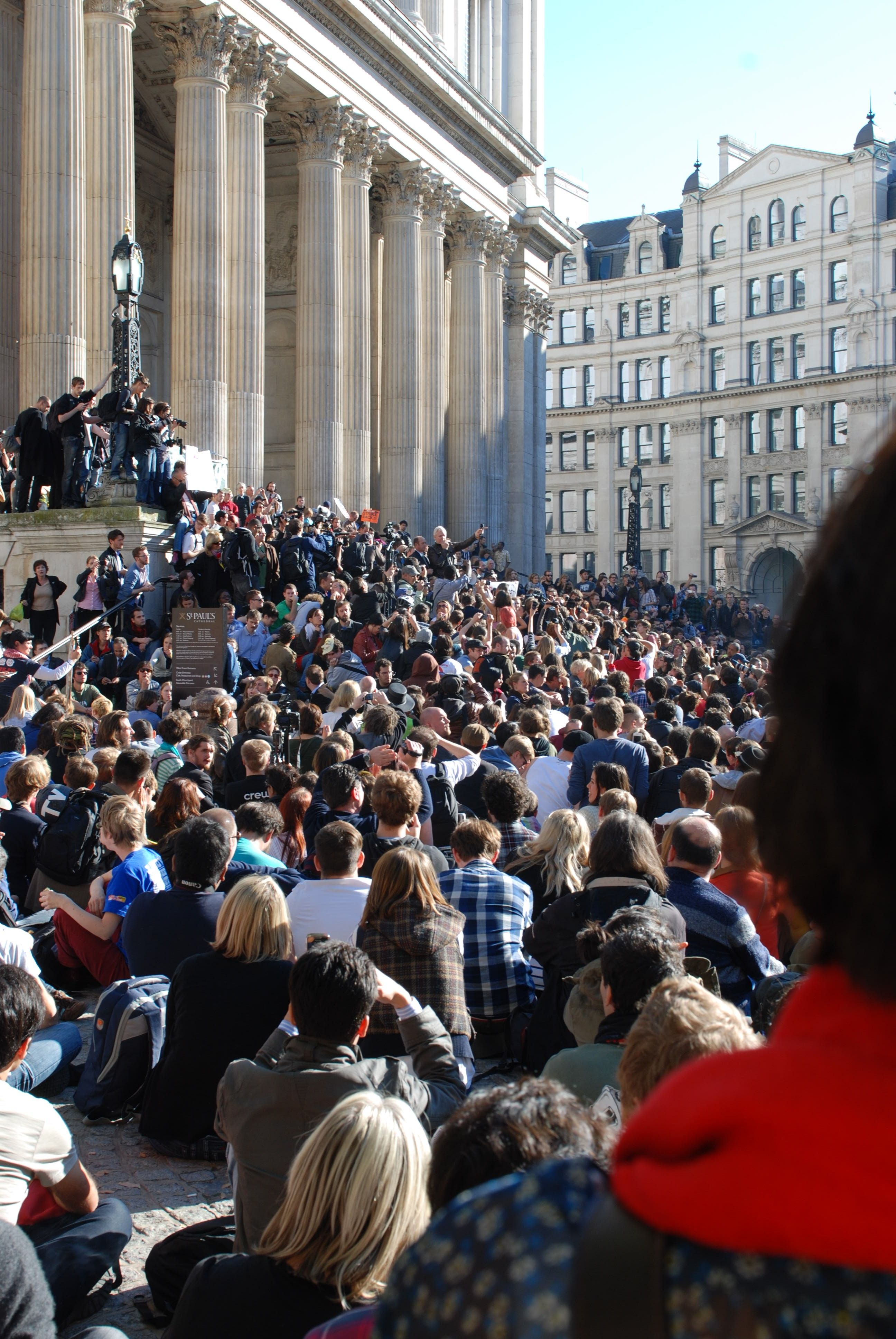
Assange parle sur les marches de la Cathédrale Saint-Paul de Londres le 16 octobre 2011.

Le 7 décembre 2010, alors qu'il se rendait à une convocation judiciaire concernant l'affaire suédoise, Assange est arrêté par la police britannique, qui lui fait savoir son intention de l'extrader vers la Suède.
Une semaine après son arrestation, Assange bénéficie d'une décision de remise en liberté surveillée sous réserve du paiement d'une caution fixée à hauteur de 240 000 £ (282 000 €). La décision contestée par l'accusation est confirmée en appel par la Haute Cour de justice de Londres le 16 décembre 2010. Un comité de soutien, qui réunit des personnalités comme Michael Moore, Ken Loach, Jemima Khan ou Bianca Jagger, se mobilise pour réunir la caution requise et obtenir la libération effective de Assange.
Le 16 décembre 2010, après le versement d'une caution de 282 000 € exigée pour sa libération conditionnelle, Assange est libéré mais doit porter un bracelet électronique.

### Publication de l'intégralité des câbles diplomatiques américains par WikiLeaks
Le 2 septembre 2011, à la suite de la fuite d'une archive chiffrée de WikiLeaks sur Internet contenant les données brutes des télégrammes de la diplomatie américaine, WikiLeaks décide de publier l'intégralité des 250 000 câbles diplomatiques américains non expurgés des noms qui pourraient être identifiés,, comme cela avait été le cas jusqu'alors. Assange et le quotidien britannique The Guardian s'accusent mutuellement de négligence dans la fuite initiale de l'archive chiffrée.
Dans un communiqué conjoint, les anciens collaborateurs de WikiLeaks, The Guardian, The New York Times, Der Spiegel et El País « déplorent la décision de WikiLeaks de publier des câbles non édités, ce qui peut mettre des sources en danger »,. Le Monde s'est par la suite joint à eux,.
Dans un communiqué, la porte-parole du département d'État américain, Victoria Nuland, dit : « WikiLeaks nous a avertis de la diffusion imminente d'informations et de son intention de continuer à publier des documents classifiés » et ajoute « Cependant, WikiLeaks a ignoré nos demandes de ne pas publier ou diffuser tout document américain qu'il pouvait avoir en sa possession ». Les États-Unis estiment que WikiLeaks mettrait des vies en danger en citant des sources, ce que WikiLeaks dément, l'organisation ayant contacté les autorités américaines la semaine précédente, afin que les sources potentiellement mises en danger puissent se mettre à l'abri.
À la suite de la publication intégrale et non filtrée des câbles diplomatiques début septembre, des journalistes éthiopiens mentionnés dans les leaks ont dû fuir leur pays et des intellectuels, activistes et défenseurs des droits de l'homme ont été mis en cause en Chine[réf. à confirmer].

### Refuge à l'ambassade d'Équateur à Londres

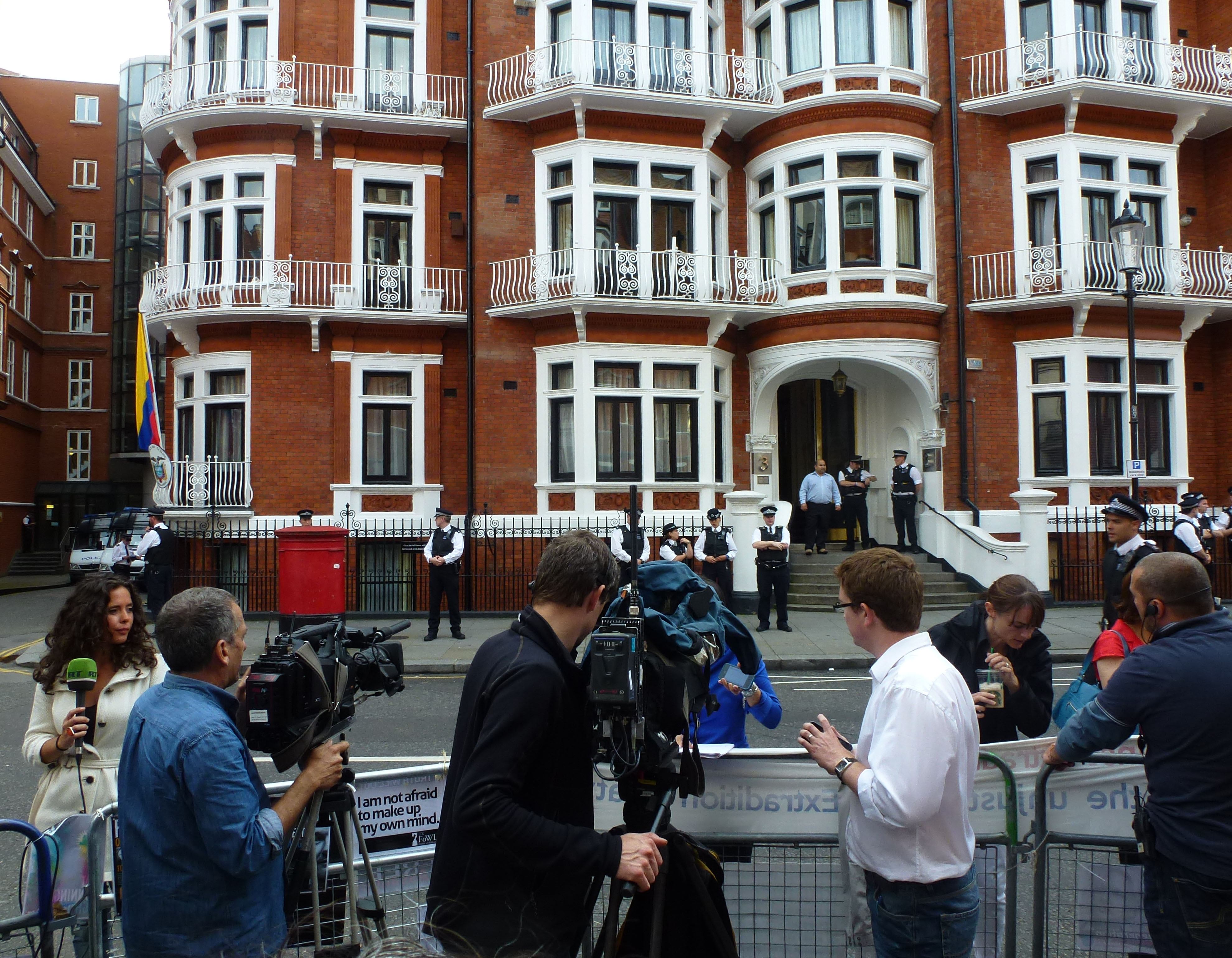
Ambassade d'Équateur à Londres le 16 août 2012.

#### Rejet de son ultime recours contre une extradition vers la Suède
Assange fait appel devant la Cour suprême du Royaume-Uni, qui avait validé le principe de son extradition vers la Suède le 30 mai; cette cour rejette le 14 juin 2012 ce dernier recours pour ne pas être extradé vers la Suède, considérant ainsi que le mandat d'arrêt européen lancé contre lui pour interrogatoire est valide. Assange redoute alors une extradition vers le Camp de Guantánamo.

#### Refuge et demande d'asile à l'ambassade d'Équateur
Poursuivi par la justice britannique du fait du mandat d'arrêt suédois, Assange se réfugie le 19 juin 2012 dans l'ambassade d'Équateur à Londres — alors qu'il était en liberté sous caution au Royaume-Uni — pour y déposer une demande d'asile politique. Le ministre équatorien des Affaires étrangères, Ricardo Patiño, confirme sa demande, déclare que son gouvernement va l'étudier et qu'en attendant Assange peut rester à l'intérieur de l'ambassade,,. Il vivra reclus, dans une pièce exiguë aménagée en studio au sein de l'ambassade, jusqu'au 11 avril 2019. Ne pouvant sortir et recevant peu de visiteurs, Assange y séjourne dans des conditions qu'il relate comme éprouvantes,.

#### Asile politique et menaces britanniques
La police londonienne déclare que Assange a violé les obligations de sa liberté conditionnelle et qu'il sera arrêté dès que possible. Un mandat d'arrêt est donc émis contre lui, pour ne pas avoir respecté les clauses de sa liberté sous caution,.

Les autorités britanniques semblent déterminées à procéder à l'arrestation de Assange, et se montrent menaçantes envers l'Équateur. Elles envoient notamment une lettre à la diplomatie équatorienne, expliquant que le Royaume-Uni était dans son droit pour intervenir au sein de l'ambassade pour arrêter Assange, suggérant donc que si l'Équateur ne restituait pas Assange elles lanceraient l'assaut, une menace d'attaque à la souveraineté de l'Équateur choquante pour la diplomatie équatorienne. Le 15 août 2012, le ministre des Affaires étrangères Ricardo Patiño, lors d'une conférence de presse à Quito déclare : « Aujourd'hui nous avons reçu du Royaume-Uni la menace expresse et par écrit qu'un assaut pourrait être lancé contre notre ambassade à Londres si l'Équateur ne lui remet pas Julian Assange ». Celui-ci ajoute : « L'Équateur rejette de la manière la plus énergique la menace explicite »,. L'ambassade d'Équateur à Londres s'est déclarée « profondément choquée par les menaces du gouvernement britannique contre la souveraineté de l'ambassade de l'Équateur et leur suggestion d'une entrée en force dans l'ambassade »,,. Le journal The Guardian publie des extraits de cette lettre, confirmant les menaces du Royaume-Uni de lancer un assaut sur l'ambassade : « Vous devez être conscients qu'il y a des lois au Royaume-Uni, comme le Diplomatic and Consular Premises Act de 1987 (en), qui nous permettrait de prendre des mesures afin d'arrêter M. Assange dans les locaux de l'ambassade »,. Un porte-parole du ministère des Affaires étrangères britannique déclare que « En vertu du droit britannique, nous pouvons leur donner une semaine de préavis avant d'entrer dans les locaux de l'ambassade, et il n'y aura plus de protection diplomatique », précisant que cette décision n'avait « pas encore été prise »,,. 

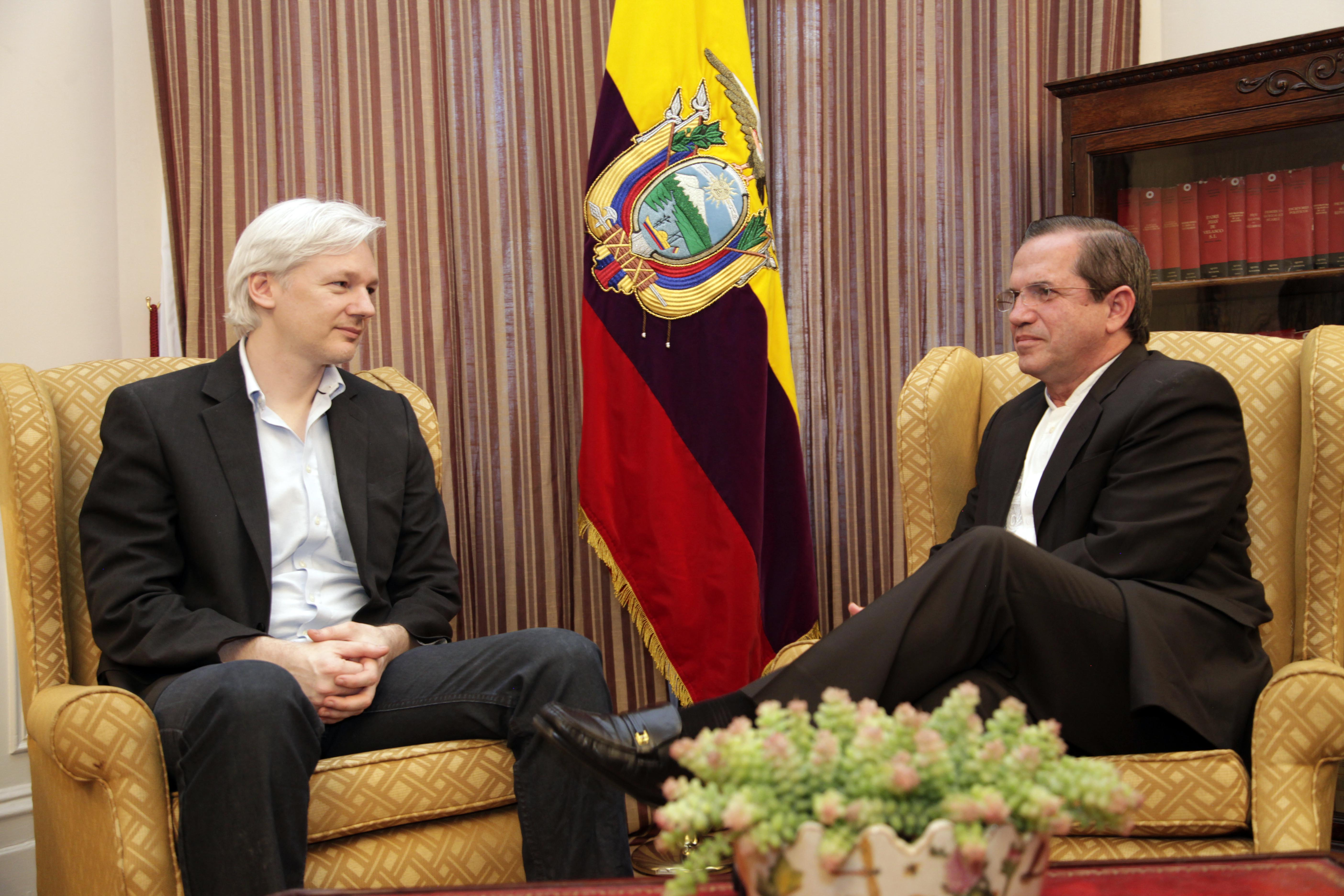
Le ministre des affaires étrangères équatorien Ricardo Patiño rencontre Assange à Londres

Le 16 août 2012, Ricardo Patiño, annonce que l'Équateur accorde l'asile politique à Assange, malgré des pressions insistantes du Royaume-Uni,.

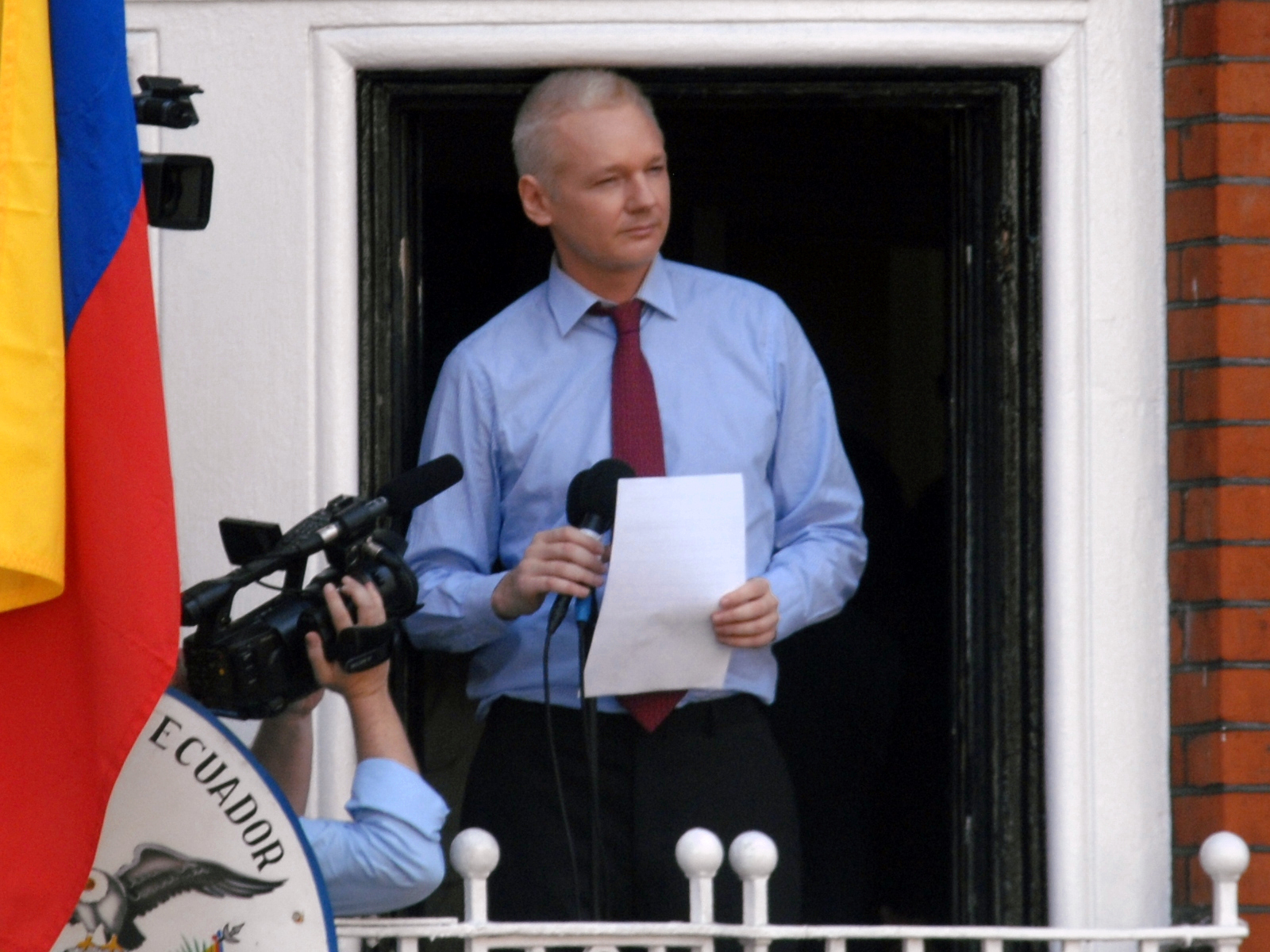
Julien Assange s'exprimant au balcon de l'ambassade équatorienne à Londres le 19 août 2012.

S'exprimant au balcon de l'ambassade équatorienne à Londres le 19 août 2012, Julien Assange déclare « WikiLeaks est sous le coup de menaces, tout comme la liberté d'expression et la santé de l'ensemble de nos sociétés. Les États-Unis doivent renoncer à la chasse aux sorcières lancée contre WikiLeaks ».
Le ministère des Affaires étrangères britannique fait savoir qu'il va faire arrêter M. Assange en vue de son extradition dès qu'il posera le pied dehors. L'ambassade équatorienne occupe seulement une partie de son immeuble, les escaliers, les ascenseurs et la porte d'entrée n'en font pas partie. La police londonienne affirme dépenser 65 000 € par jour pour surveiller le pâté de maisons à l'aide de deux camionnettes et 50 hommes, dont plusieurs à l'intérieur du bâtiment,.
En avril 2014, la police londonienne déclare qu'en presque deux ans passés à l'ambassade, les coûts de surveillance policière se sont élevés à plus de 5,9 millions de livres,, (plus de 7 millions d'euros). Ces charges sont le résultat d'une garde ininterrompue effectuée par trois agents, coûtant chacun 11 000 livres par jour (plus de 13 000 euros). Plusieurs députés, dont Jenny Jones, se sont insurgés contre ces dépenses.

#### Abandon des poursuites en Suède
Le 13 août 2015, les accusations d'agression sexuelle sont prescrites, mais Assange reste enfermé dans l'ambassade d'Équateur où il s'est réfugié, disant craindre une extradition vers les États-Unis et toujours sous le coup du mandat d'arrêt international lancé par la Suède, malgré l'avis du Groupe de travail sur la détention arbitraire de l'Organisation des Nations unies (ONU) rendu le 5 février 2016, après un an et demi d'enquête, qui estime qu'il est victime d'une détention arbitraire et demandant qu'il retrouve sa liberté de mouvement,. Le 16 septembre 2016, le tribunal suédois chargé de l'affaire confirme le mandat d'arrêt européen pour les faits présumés de viol qu'il aurait commis. Ses avocats annoncent dans la foulée faire un recours devant la Cour suprême.
Le 18 avril 2016, John Jones, avocat d'Assange au Royaume-Uni, meurt percuté par un train.
Les 14 et 15 novembre 2016, Assange fait sa première déposition auprès d'Ingrid Isgren, magistrate suédoise, dans les locaux de l'ambassade équatorienne,. Il y expose les accusations dont il fait l'objet, et le contexte politique et journalistique entourant la publication des câbles diplomatiques américains.
Le parquet suédois annonce abandonner les poursuites pour viol contre Assange le 19 mai 2017,,,. L'affaire est classée sans suite, la procureur Eva-Marie Persson déclare « Tous les actes d'enquête ont été épuisés […] sans apporter les preuves requises pour une condamnation ». Le 20 janvier 2021, Anna Ardin publie Dans l'ombre d'Assange, un livre dans lequel elle explique les circonstances entourant sa liaison avec Assange et les raisons qui l'ont poussée à porter plainte. Elle reproche aux soutiens d'Assange de l'avoir harcelée à la suite de sa plainte.

#### Maintien du mandat d'arrêt britannique
Après l'arrêt de la procédure suédoise en mai 2017, subsiste le mandat d'arrêt britannique.
En novembre 2017, les procureurs britanniques (le Crown Prosecution Service, CPS) admettent avoir détruit des e-mails clés dans l'affaire Assange, concernant notamment la correspondance entre le CPS et ses homologues suédois. The Guardian révèle qu'il apparait que l'avocat du CPS impliqué avait, de manière inexpliquée, conseillé aux Suédois en 2010 ou 2011 de ne pas se rendre à Londres pour interroger Assange. Une entrevue à ce moment-là aurait pu éviter l'impasse de longue date avec l'ambassade d'après le journal.
Le 12 décembre 2017, l'Équateur délivre à Assange la nationalité équatorienne,,, la cheffe de la diplomatie équatorienne María Fernanda Espinosa déclare avoir demandé à Londres d'accorder un statut diplomatique à Assange, ce qui a été refusé par le gouvernement britannique.
Le 6 février 2018, la justice britannique refuse à Assange la levée du mandat d'arrêt à son encontre ; elle s'est prononcée à nouveau sur le maintien de ce mandat d'arrêt le 13 février et a décidé que son maintien n'allait « pas à l'encontre de l'intérêt public ».
Quelques jours plus tard, The Guardian révèle que depuis 2013 la justice suédoise souhaitait clore l'affaire mais subissait des pressions britanniques.
Le 27 mars 2018, le nouveau gouvernement équatorien suspend les communications d'Assange avec l'extérieur. Cette décision sanctionne la « violation de son engagement, pris à la fin de 2017, de ne pas émettre des messages comportant une ingérence dans les affaires d'autres États ». Le 20 juillet 2018, le président équatorien Lenin Moreno se rend à Londres. Selon le journaliste Glenn Greenwald, cette visite pourrait donner lieu à un accord entre le Royaume-Uni et l'Équateur aux termes duquel Assange serait expulsé de l'ambassade et remis aux autorités britanniques.

#### Surveillé par Scotland Yard et espionné par les États-Unis
Durant son séjour à l'ambassade, Assange est espionné en permanence par la CIA américaine. La société de sécurité espagnole Undercover Global a installé des micros dans les extincteurs de l'ambassade et dans les toilettes des femmes, où les avocats d'Assange se réunissaient par crainte d'être espionnés, ainsi qu'un système permettant aux États-Unis de suivre tous les enregistrements en direct,.
Dans le cadre de l'enquête menée en Espagne sur la plainte déposée contre Undercover Global par ses avocats, Assange est entendu le 20 décembre 2019 par un juge espagnol comme victime présumée d'espionnage. L'audience s'est faite par visioconférence.
En août 2022, les avocates Margaret Kunstler et Deborah Hrbek et les journalistes Charles Glass et John Goetz déposent une poursuite contre la CIA, Mike Pompeo (directeur de la CIA au moment des faits), Undercover Global et son fondateur, David Morales Guillen, alléguant avoir été espionnés lors de leurs passages à l'ambassade pour rencontrer Assange, en violation de leurs droits garantis par le 4e amendement,. En décembre 2023, le juge John Koeltl rejette la demande de réparations financière des plaignants contre Pompeo, soulignant que «les plaignants dans cette affaire cherchent à étendre [Bivens v. Six Unknown Named Agents] à une nouvelle catégorie de défendeurs et donc à un nouveau contexte». Il conclut également que les plaignants n'avaient pas d'«attente raisonnable de respect de leur vie privée» en ce qui concerne leurs conversations avec Assange ou les photos de leurs passeports et de leurs appareils prétendument transmises à la CIA. Il autorise cependant la poursuite à aller de l'avant concernant les allégations selon lesquelles Undercover Global aurait fait des copies du contenu des appareils électroniques des plaignants pour les envoyer à la CIA,. En avril 2024, la CIA invoque le Privilège de secret d'État pour réclamer le rejet de la poursuite, affirmant qu'«admettre ou démentir que la CIA ait de l'information impliquée par les allégations restantes de la Plainte Amendée pourrait raisonnablement être considéré comme susceptible de causer de sérieux — et dans certains cas, exceptionnellement graves — dommages à la sécurité nationale des États-Unis.», Le 15 février 2025, le juge Koeltl donne raison à la CIA et ordonne le rejet de la poursuite,.
La police londonienne surveillera Assange en permanence pendant les 7 années de son asile. En octobre 2014, au bout de deux ans au sein de l'ambassade, les coûts de surveillance policière s'élèvent à plus de 10 millions de livres,, (plus de 13 millions d'euros).

#### Fin de l'asile politique et déchéance de la nationalité équatorienne

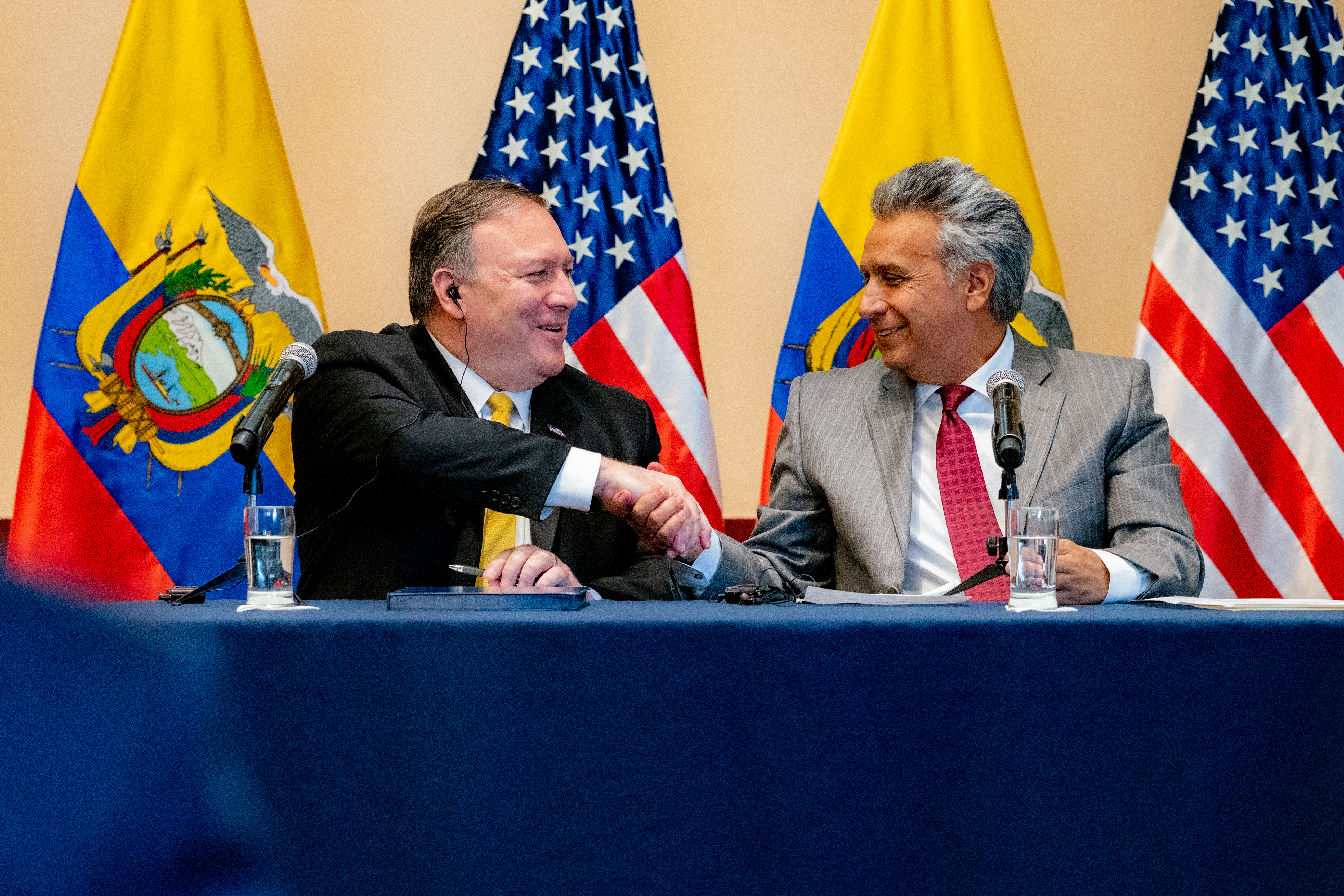
Le secrétaire d'État américain Mike Pompeo et le président équatorien Lenín Moreno, 20 juillet 2019

En 2019, le président Moreno aimerait se débarrasser de Assange qu'il décrit comme un « problème hérité » de ses prédécesseurs, un pirate informatique et un « caillou dans la chaussure »,.
Le 3 avril 2019, WikiLeaks publie l'affaire « INA Papers », elle accuse Moreno et sa famille d'être impliqués dans une affaire de corruption, qui leur aurait permis de s'enrichir via des comptes d'entreprises fictives basées au Panama. WikiLeaks nomme l'affaire « INA » en référence aux prénoms des filles du président Irina, Cristina et Karina, qui ont inspiré une de ses fausses entreprises : INA Investment. Ces révélations ont fortement déplu à Moreno, qui accuse l'opposition, et notamment son prédécesseur, Rafael Correa, de mener une campagne calomnieuse,,,,.
Début avril 2019, WikiLeaks déclare qu'Assange est sur le point d'être expulsé de l'ambassade. L'Équateur « rejette catégoriquement les fausses nouvelles qui ont circulé récemment sur les réseaux sociaux, propagées en grande partie par une organisation liée à M. Assange, évoquant une résiliation imminente de l'asile diplomatique qui lui a été accordé depuis 2012 »,. L'ancien président Correa déclare : « C'est une vengeance personnelle du président Lenin Moreno parce que WikiLeaks il y a quelques jours a publié un cas de corruption très grave ».
En avril 2019, Moreno annonce le déchoir de la nationalité équatorienne — obtenue l'année précédente sous la présidence de Correa — et met fin à son droit d'asile,. Il évoque une décision « souveraine après les violations répétées des conventions internationales et des protocoles de cohabitation » au sein de l'ambassade. Moreno déclare « J'ai demandé à la Grande-Bretagne la garantie que M. Assange ne serait pas extradé vers un pays où il pourrait être torturé ou condamné à mort. Le gouvernement britannique me l'a confirmé par écrit ».

### Arrestation à l'ambassade d'Équateur à Londres

#### Arrestation et réactions
Le 11 avril 2019, Assange est arrêté dans l'enceinte de l'ambassade par la police londonienne,. Il y était confiné depuis 2 487 jours. Visiblement affaibli, il est porté par six policiers et embarqué à bord d'un fourgon de police. Selon un communiqué de la police britannique, c'est l'ambassadeur d'Équateur lui-même qui a « invité » les policiers à se rendre dans ses locaux.
En pleine tourmente du Brexit, la Première ministre du Royaume-Uni, Theresa May, déclare devant les députés que « personne n'est au-dessus des lois ». Le secrétaire d'État des Affaires étrangères et du Commonwealth, Jeremy Hunt, ajoute que Assange « a fui la vérité pendant des années et il est juste que son avenir soit décidé par le système judiciaire britannique ». Du côté américain, Clinton se déclare satisfaite de l'arrestation d'Assange, estimant qu'il était temps qu'il s'explique devant la justice.

#### Saisie de ses affaires personnelles sur demande des États-Unis
Après une tentative infructueuse de Kristinn Hrafnsson, rédacteur en chef de WikiLeaks, désireux de récupérer ses affaires personnelles à l'ambassade d'Équateur à Londres, le procureur général d'Équateur informe l'avocat de Assange que ses affaires personnelles, fichiers, ordinateurs, téléphones portables et autres appareils électroniques laissés derrière lui après son arrestation sont saisis et seront envoyés aux États-Unis,.

### Incarcération au Royaume-Uni

#### Condamnation pour violation de sa liberté provisoire

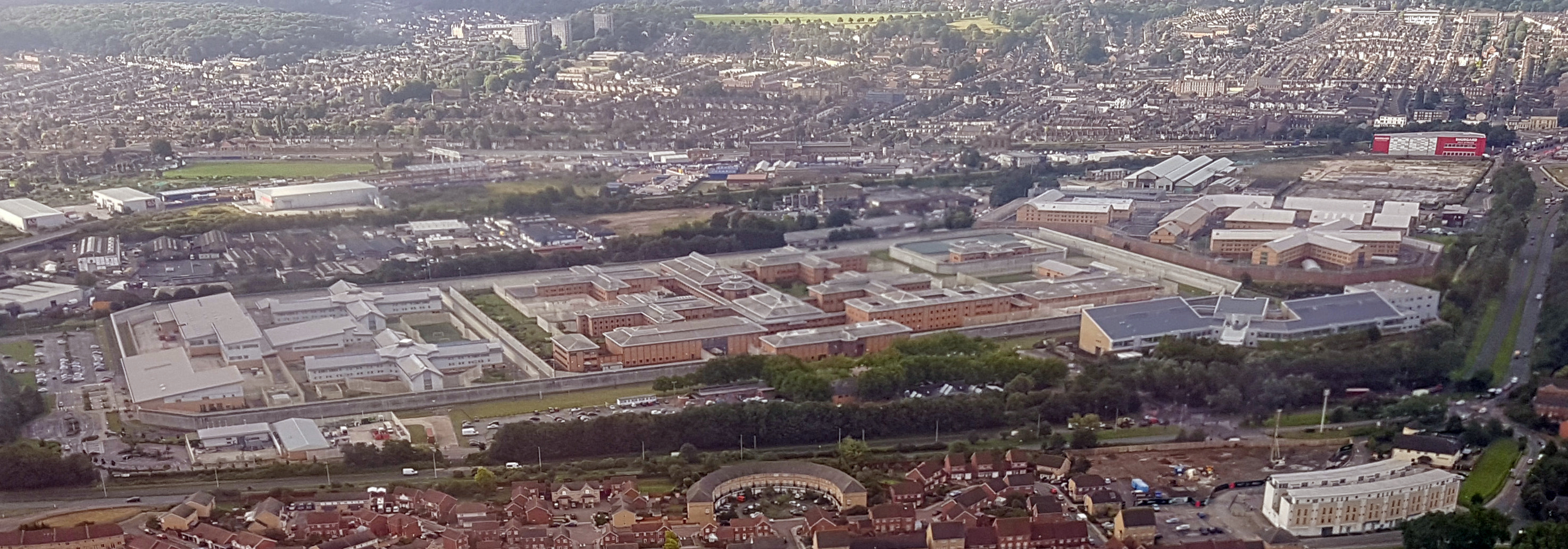
Vue aérienne de la prison de haute sécurité de Belmarsh.

Assange est incarcéré dans la prison de haute sécurité de Belmarsh le 11 avril 2019, puis condamné le 1er mai 2019, à 50 semaines de prison pour violation des conditions de sa liberté provisoire au Royaume-Uni en 2012. Il plaide non-coupable.

#### Conditions de détention
Assange est soumis à un isolement strict en principe réservé aux terroristes internationaux, alors qu'il est journaliste en détention provisoire. Il est maintenu 23 heures par jour dans un isolement total et ne dispose que de 45 minutes par jour de promenade dans une cour revêtue de béton. WikiLeaks affirme que la détention d'Assange ternit la réputation de défenseur de la liberté de la presse du Royaume-Uni. Quand il quitte sa cellule, « tous les couloirs par lesquels il passe sont évacués et toutes les portes des cellules sont fermées pour éviter tout contact avec les autres détenus ».
Le 1er novembre 2019, Nils Melzer, rapporteur spécial sur la torture et autres peines ou traitements cruels, inhumains ou dégradants, lance une alerte, qui a donné lieu à un Communiqué de presse du Bureau du haut commissaire, sur son état de santé en déclarant que l'« exposition continue [d'Assange] à l'arbitraire et aux abus pourrait lui coûter bientôt la vie »,,. Nils Melzer, ainsi que deux experts médicaux spécialisés dans l'examen des victimes de torture ont rendu visite à Assange le 9 mai 2019, et indiquent à son sujet : « En plus de maux physiques, M. Assange présente tous les symptômes typiques d'une exposition prolongée à la torture psychologique, une anxiété chronique et des traumatismes psychologiques intenses, ». En août 2019, son père, John Shipton, déclare : « Julian est émacié et son état de santé laisse à désirer. Il souffre d'anxiété. Il est certes toujours dans un état d'esprit combatif, mais sa santé décline rapidement. »
Le 21 octobre 2019, Assange faisait sa première apparition publique depuis le mois de mai à l'occasion d'une audience devant un tribunal londonien au cours de laquelle les photos étaient interdites. L'ex-diplomate britannique Craig Murray, militant des droits de l'homme, a assisté à cette audience et déclare : « Pour avoir assisté en Ouzbékistan aux procès de plusieurs victimes de tortures extrêmes et avoir travaillé avec des survivants de Sierra Leone et d'ailleurs, je peux vous dire que […] Julian présente exactement les symptômes d'une victime de torture ». Il décrit un Assange le regard perdu, peinant à articuler et à comprendre ce que la présidente du tribunal lui demandait,. Dans un communiqué diffusé le jour de son audience ce 21 octobre, la section britannique de l'organisation non gouvernementale (ONG) Amnesty International avait enjoint aux autorités de « reconnaître le risque sérieux de violation des droits humains auquel Assange ferait face s'il était envoyé aux États-Unis » et les appelait à « rejeter la demande d'extradition »,. En février 2020, Amnesty International lance une nouvelle campagne à l'approche d'une audience consacrée à la demande d'extradition de Assange par les États-Unis. L'ONG demande d'« abandonner les accusations visant Assange et mettre fin à son extradition »,.
Le 17 février 2020, un groupe de 117 médecins de 18 pays publie une lettre ouverte dans la revue médicale britannique The Lancet. Ils accusent le gouvernement britannique de porter atteinte au droit fondamental de Assange d'accéder aux soins médicaux et appellent à la fin des « tortures et privations de soins » qui pourraient entraîner sa mort. Ils estiment que « si Assange venait à mourir dans une prison britannique, comme l'a averti le rapporteur spécial de l'ONU sur la torture Nils Melzer en novembre [2019], il aura effectivement été torturé jusqu'à la mort »,.
Le 9 septembre 2020, lors d'une entrevue accordée à la journaliste Nadja Vancauwenberghe, Nils Melzer déclare que « les accusations portées [contre Assange] aux États-Unis sont si manifestement arbitraires et en violation directe de la liberté fondamentale d'opinion et d'expression que leur nature politique ne peut être ignorée. Donc, oui, à mon avis, Julian Assange est un prisonnier politique. »
Le mathématicien et ancien député français Cédric Villani a l'occasion de le rencontrer en octobre 2023. Il rend compte dans le journal L'Obs de la combativité morale d'Assange mais aussi de ses conditions de détention éprouvantes. Le droit à disposer de livres en celulle est alors la seule libéralité offerte à Julian Assange par la prison de Belmarsh.

#### Clôture définitive de l'affaire en Suède
Le 13 mai 2019, la justice suédoise rouvre l'enquête pour viol,,,. Le 19 novembre 2019, le parquet suédois annonce classer sans suite l'enquête pour viol, faute d'avoir réuni les « preuves requises pour une condamnation »,,,,, quelques mois après l'arrestation de Assange par les Britanniques.
L'affaire aura duré 9 années, des accusations de « délit sexuel » en novembre 2010, à leur prescription le 13 août 2015, puis l'abandon des poursuites par le parquet suédois le 19 mai 2017. Et enfin la réouverture d'une enquête avant sa clôture définitive, faute de preuves, en 2019,.
L'affaire en justice suédoise se révélera être instrumentalisée par le Royaume-Uni, pour maintenir Assange sous mandat d'arrêt, et justifier son arrestation. The Guardian révèle que depuis 2013 la justice suédoise souhaitait clore l'affaire mais subissait des pressions britanniques.

### Procès d'extradition vers les États-Unis

#### Demande d'extradition et nouvelles inculpations pour «espionnage» aux États-Unis
En 2019, au Royaume-Uni, l'affaire divise. L'opposition travailliste a appelé le gouvernement May à s'opposer à la demande américaine, soutenant que Assange a contribué « à exposer des preuves d'atrocités en Irak et en Afghanistan » attribuées à l'armée américaine. Le gouvernement conservateur s'est de son côté attaché à présenter Assange en justiciable comme les autres. « Personne n'est au-dessus des lois », a ainsi déclaré la première ministre Theresa May, tandis que le secrétaire d'État aux Affaires étrangères, Jeremy Hunt, a jugé qu'il n'était « pas un héros ».
Dans un premier temps, les États-Unis demandent l'extradition de Assange afin qu'il soit jugé pour piratage informatique. Il s'agit d'une inculpation liée à l'aide qu'il aurait fournie à Chelsea Manning pour lui éviter d'être identifiée lorsqu'elle s'est introduite dans le système informatique de l'armée américaine.
Les journalistes pensaient que la justice américaine serait embarrassée pour aller plus loin en raison d'une part de la haute importance de la liberté de la presse aux États-Unis et d'autre part de la complicité « objective » accordée à Assange par des grands journaux dans la diffusion des informations qui ont mis en cause les États-Unis. Mediapart estime que « si Julian Assange était poursuivi pour la publication de documents, cela ferait logiquement des médias ayant collaboré avec lui des complices, impliquant ainsi dans la procédure des journaux tels que The New York Times, The Guardian, Der Spiegel, Le Monde, Libération, ou encore Mediapart ». Le département de la Justice des États-Unis a cependant indiqué qu'il se réservait le droit d'engager d'autres poursuites contre Assange.

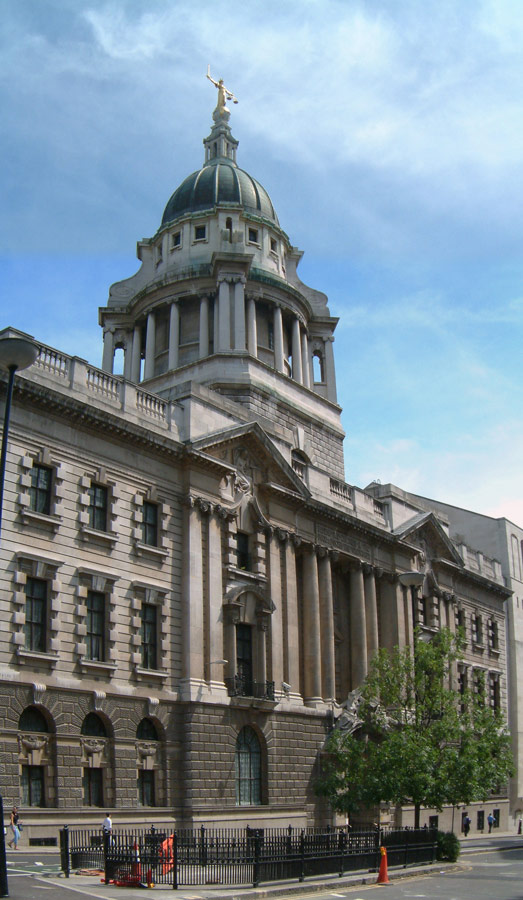
Cour criminelle centrale de Old Bailey, Londres

Le 23 mai 2019, la justice américaine inculpe Assange pour espionnage avec 17 nouveaux chefs d'accusation, ce qui modifie la portée du procès qui pourrait lui être intenté aux États-Unis. Assange risque ainsi 175 ans de prison.

#### Ouverture du procès au Royaume-Uni et réactions
L'audience d'extradition de Assange vers les États-Unis par la justice britannique commence le 24 février 2020.
Des experts indépendants de l'ONU déclarent que son arrestation « l'exposait au risque de graves violations des droits humains s'il est extradé aux États-Unis »,. Amnesty International demande au Royaume-Uni de refuser d'extrader ou de renvoyer aux États-Unis Assange, qui risque selon elle d'y être torturé ou exécuté.
En février 2020, une pétition mondiale est lancée par Amnesty International pour réclamer l'abandon de ces accusations. En France, Éric Dupond-Moretti, avocat français chargé de la défense d'Assange, annonce son intention de déposer officiellement une demande d'asile politique.
Le 24 juin 2020, le département de la Justice américain renforce ses accusations : Assange aurait conspiré avec des membres des groupes LulzSec et Anonymous et aurait obtenu « un accès non autorisé au système informatique gouvernemental d'un pays de l'OTAN ». Selon les avocats d'Assange, il s'agit d'« une nouvelle tentative pathétique pour tromper le public ».
Le 25 juin 2020, 216 médecins de 33 pays publient une lettre dans la revue médicale The Lancet pour dénoncer à la fois une « escalade dans les tactiques de torture psychologique » et le refus de la justice britannique d'accorder une libération conditionnelle.
Le procès en extradition s'achève le 1er octobre 2020, à l'issue de près de quatre semaines d'audiences à la cour criminelle de l'Old Bailey, à Londres. La justice britannique annonce qu'elle rendra son verdict le 4 janvier 2021 concernant la demande d'extradition des États-Unis. La juge Vanessa Baraitser précise que Assange restera emprisonné jusqu'à cette date,.
Le 26 novembre, Reporters sans frontières (RSF) appelle à la libération immédiate de Assange menacé par l'épidémie de Covid-19 en prison et pilote également une pétition en sa faveur.

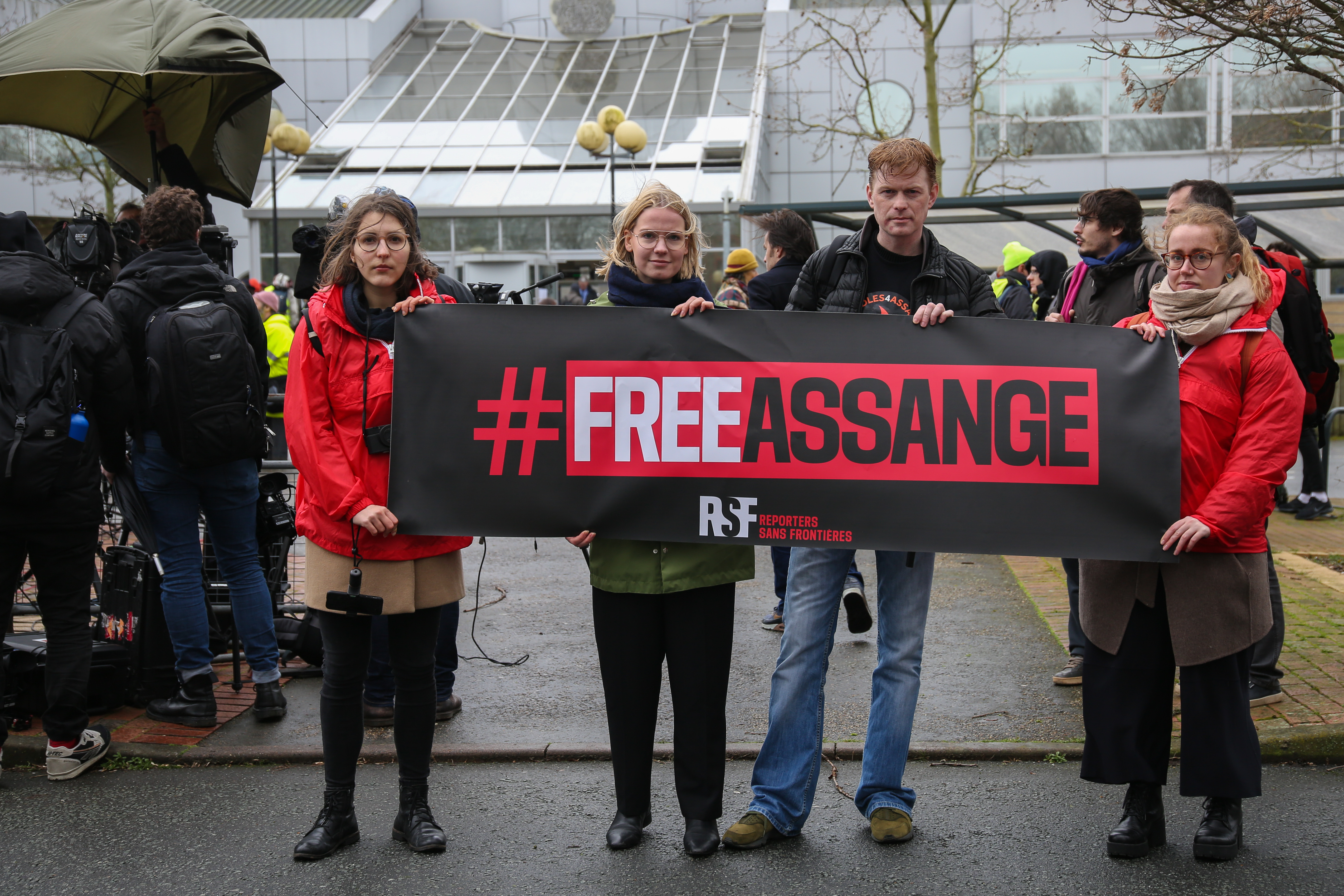
Reporters Sans Frontières manifeste à Londres en soutien à Assange le 4 janvier 2021.

Fin décembre, peu avant le verdict, la commissaire aux droits de l'homme de l'Allemagne, Bärbel Kofler, rappelle aux autorités britanniques qu'elles restent liées aux traités européens dont la Convention européenne des droits de l'Homme et qu'elles doivent prendre en considération l'état de santé d'Assange.
Alors que la transition présidentielle s'avance aux États-Unis, des voix s'élèvent pour demander une grâce : Nils Melzer, le rapporteur des Nations unies sur la torture (en), publie une lettre ouverte demandant à Trump de gracier Assange. L'ex-gouverneur de l'Alaska, Sarah Palin annonce qu'elle a, par le passé, à tort appuyé les poursuites à l'encontre d'Assange et demande également sa grâce. Fin 2020, ce sont les prix Nobel Mairead Maguire, Adolfo Pérez Esquivel, Rigoberta Menchu, Shirin Ebadi et Peter Handke qui demandent cette grâce.

#### Rejet de la demande d'extradition et refus de remise en liberté
Le 4 janvier 2021, le tribunal britannique rejette la demande d'extradition des États-Unis,,,,, la juge arguant de raisons médicales et de risques de suicide. Sa personnalité, en particulier la persévérance typique du spectre de l'autisme, constitue un facteur de risque également mentionné dans les attendus du jugement,. Le département de la Justice des États-Unis annonce le jour même son intention de faire appel. Le 6 janvier 2021, la justice britannique refuse la demande de remise en liberté de Assange faisant valoir qu'il dispose d'un important « réseau de soutiens », et qu'il risque de fuir le Royaume-Uni avant la « procédure de recours »,. La représentante de l'accusation Clair Dobbin souligne notamment l'offre d'asile politique faite par le Mexique le 4 janvier.

#### Appel des États-Unis
Les États-Unis déposent formellement la demande d'appel de la décision britannique le 15 janvier 2021. Le nouveau gouvernement américain de Joe Biden, en place depuis le 20 janvier, confirme l'appel,.
En juin 2021, Sigurdur Thordarson (en) affirme avoir fait un faux témoignage dans l'acte d'accusation américain pour incriminer Assange. Les partisans de WikiLeaks, dont Edward Snowden, affirment alors que sa déclaration sape l'affaire pénale contre Assange. Pour le quotidien américain The Washington Post, ce faux témoignage ne remet pas en cause le fond, car « dans l'acte d'accusation, les affirmations de Thordarson ne sont pas utilisées comme base d'accusation mais comme toile de fond pour ce qu'Assange a dit à Chelsea Manning ».
Selon la Haute Cour, les États-Unis ont consenti à transférer Assange dans son pays natal, l'Australie, pour y purger une éventuelle peine de prison. Le gouvernement américain s'est également engagé à ce qu'Assange ne soit pas maintenu en isolement total ou emprisonné dans un établissement de sécurité maximale,,.
Le procès en appel s'ouvre le 27 octobre 2021. Le 10 décembre 2021, la justice britannique annule la décision de première instance, et ouvre la voie à l'extradition de Assange vers les États-Unis,. La Russie, à travers la porte-parole du ministère russe des Affaires étrangères, Maria Zakharova, conteste cette décision d'annuler en appel le refus extradition, tandis que de nombreuses personnalités politiques françaises ont dénoncé cette extradition vers les États-Unis au nom de la liberté de la presse. Plusieurs dizaines de députés soutiennent une proposition d'offre d'asile politique dirigée par Jean-Luc Mélenchon. Sa fiancée Stella Moris révèle un état de santé fragile, lié à un accident vasculaire cérébral.
Le 23 décembre 2021, Assange fait appel de la décision de la Haute Cour,. Le 20 avril 2022, la justice britannique autorise l'extradition vers les États-Unis ; le ministre de l'intérieur britannique, Priti Patel, doit approuver l'ordonnance d'extradition pour la confirmer définitivement, celle-ci ayant été signée le 17 juin 2022. L'Australie déclare le 21 avril 2022 qu'elle ne contestera pas l'extradition de Julian Assange vers les Etats-Unis. En juin, l'équipe de défense du fondateur de WikiLeaks va faire appel de cette décision auprès de la Haute Cour de justice, puis en décembre 2022 devant la Cour européenne des droits de l'homme ,,. Des chefs d'États et des médias demandent par ailleurs l'arrêt des poursuites au nom de la liberté de la presse. Le 26 mars 2024, La Haute Cour de justice du Royaume-Uni accorde au fondateur de WikiLeaks, Julian Assange, un sursis à son extradition vers les États-Unis et exige que les États-Unis n'envisagent pas la peine de mort contre Assange s'il est envoyé aux États-Unis pour y répondre d'accusations d'espionnage. Le 20 mai 2024, la Haute Cour de Londres a jugé que les assurances données par les États-Unis au sujet de son cas n'étaient pas satisfaisantes et qu'il bénéficierait d'une audience en appel.

### Libération et retour en Australie en 2024
En juin 2024, il conclut un accord de plaider coupable avec la justice américaine, afin de permettre sa libération. Il comparait le 26 juin devant le tribunal fédéral de Saipan aux îles Mariannes pour « complot pour obtenir et divulguer des informations relevant de la défense nationale », et y plaide coupable de ce seul chef, selon des documents judiciaires rendus publics, qui citent également la militaire américaine Chelsea Manning à l'origine de la fuite des documents,. Il est condamné à 62 mois de prison, déjà couverts par sa détention provisoire de cinq années purgée à Londres, ce qui lui permet de sortir libre du tribunal mais avec l'interdiction de retourner aux États-Unis sans autorisation. Il rejoint aussitôt, libre, son Australie natale.

## Réactions

### États-Unis: traque judiciaire
En avril 2010, WikiLeaks publie des documents classifiés sur la guerre d'Irak et notamment la vidéo Collateral murder.
Les autorités des États-Unis commencent à enquêter sur WikiLeaks et Assange en vertu de la loi sur l'Espionnage de 1917, ce que confirme en novembre 2010 le ministre de la Justice américain, Eric Holder. Un grand jury est constitué à Alexandria en Virginie,.
L'analyste politique Bob Beckel déclare en juillet 2010 sur Fox News qu'il faudrait éliminer Assange en s'exclamant : « un homme mort ne peut plus divulguer quoi que ce soit. Ce type est un traître, et il a désobéi à toutes les lois des États-Unis. Ce type devrait — je veux dire, je ne suis pas pour la peine de mort, il n'y a qu'une chose à faire, tirer sur ce fils de pute illégalement ». La même année, Donald Trump, déclare souhaiter qu'il soit exécuté. Christopher Matthews, ancien membre de la direction du Parti démocrate et animateur-vedette de la chaîne MSNBC, estime que les services secrets américains devraient « agir à l'israélienne et enlever Assange ».
Le 30 juillet 2013, Chelsea Manning, l'analyste militaire qui a fourni les documents à WikiLeaks, est condamnée à 35 ans de prison et reconnue coupable de vingt chefs d'accusation, dont « espionnage » et « fraude et vol de documents diplomatiques et militaires confidentiels », mais acquittée pour le chef d'accusation d'« intelligence avec l'ennemi ». Manning est graciée après sept ans de détention par le président Obama, le 17 janvier 2017.
En outre des enquêtes sont lancées contre Assange par plusieurs agences gouvernementales, notamment le FBI. Des documents judiciaires publiés en mai 2014 montrent qu'Assange était encore sous enquête « active et permanente » à cette date.
Selon d'autres documents publiés en 2014 par Edward Snowden, le gouvernement des États-Unis a inscrit Assange sur sa liste des personnes les plus recherchées (2010 Manhunting Timeline) et a demandé à ses alliés d'ouvrir des enquêtes pénales contre lui. Ces mêmes documents incluent une proposition de la NSA de traiter WikiLeaks comme un « acteur étranger malveillant ».
En janvier 2015, le site de WikiLeaks rapporte que trois de ses membres ont reçu un avis de Google les informant que cette entreprise avait dû, en avril 2012, remettre à la justice fédérale leurs e-mails et métadonnées, du fait d'un mandat émis pour espionnage, complot en vue de commettre de l'espionnage, vol ou soustraction de biens appartenant au gouvernement des États-Unis, violation du Computer Fraud and Abuse Act, et conspiration générale — chefs d'accusation pouvant valoir jusqu'à 45 ans de prison.
En décembre 2015, des réquisitions judiciaires confirment que les poursuites contre WikiLeaks restent en cours.
Le 11 mai 2016, Michael Ratner (en), avocat d'Assange à New York, meurt d'un cancer,.
Le 18 janvier 2017, le sénateur conservateur John McCain, affirme que les talibans avaient assassiné des gens à la suite des révélations de Chelsea Manning et WikiLeaks. Le site de vérification des faits Politifact réfute l'affirmation du sénateur, et conclut que son affirmation était « en grande partie fausse » : « Dans les années qui ont suivi la publication par Wikileaks de milliers de documents fuités par Manning, le gouvernement n'a identifié publiquement aucun exemple de talibans ayant tué quelqu'un parce qu'il était nommé dans les fuites, ».
En avril 2017, un fonctionnaire déclare à CNN que l'acte d'accusation formel contre Assange est en cours de rédaction.
Chelsea Manning est de nouveau emprisonnée le 16 mai 2019 à la suite de son refus de témoigner dans le dossier concernant WikiLeaks. Elle déclare à cette occasion « Je préfèrerais littéralement mourir de faim que de changer d'avis ». Elle est détenue au Alexandria detention center aux États-Unis jusqu'à sa libération le 12 mars 2020 et doit payer 256 000 dollars d'amendes.
Les États-Unis décident le 23 mai 2019 d'inculper Assange pour «  espionnage  », il encourt 175 ans de prison,. Le Monde qualifie cette mesure de « sans précédent dans l'histoire du journalisme aux États-Unis. ». Il est inculpé pour 17 nouveaux chefs d'accusations. L'administration Trump reproche notamment à Assange d'avoir explicitement réclamé, sur le site WikiLeaks, certains documents secrets, d'avoir incité la militaire Chelsea Manning à les lui fournir, de les avoir reçus en ayant pleinement conscience de leur confidentialité, et d'avoir mis en danger des sources américaines en publiant l'identité des sources diplomatiques et militaires. L'administration Trump ne dispose d'aucun nouvel élément justifiant cette procédure par rapport à l'administration précédente, l'administration Obama qui avait renoncé a poursuivre Assange,,.
D'après Le Monde, le ministère tente de contourner le premier amendement en reniant le caractère journalistique des travaux de Assange. Des rédacteurs en chef de journaux tels que le Washington Post et le New York Times, ainsi que des organisations de la liberté de la presse, ont critiqué la décision du gouvernement d'inculper Assange en vertu de la loi sur l'espionnage, la qualifiant d'attaque contre le premier amendement de la Constitution des États-Unis, qui garantit la liberté de la presse,.
Le 24 février 2020 lors de la première audience d'extradition visant Assange, le représentant des États-Unis, James Lewis à la cour de Woolwich (Woolwich Crown Court (en), sud-est de Londres) affirme que Assange aurait mis la vie de sources américaines en danger, il déclare à propos d'Assange : « Il n'est pas inculpé pour avoir dévoilé des informations embarrassantes ou gênantes que le gouvernement aurait préféré ne pas divulguer » et ajoute « Les États-Unis ont connaissance de sources, dont les noms non expurgés et/ou d'autres informations permettant de les identifier étaient contenus dans les documents classifiés publiés par WikiLeaks, qui ont ensuite disparu ». Alors qu'au cours du procès de Chelsea Manning en 2013, on apprend que « les fuites n'avaient pas provoqué de morts par des forces ennemies » et que « Les forces de contre-renseignement américaines qui ont travaillé sur les conséquences des révélations de Wikileaks [...] ont déclaré lors de l'audience de Bradley Manning [...] n'avoir trouvé aucun cas d'individus tués par des forces ennemies après avoir été nommés dans les fuites » écrit The Guardian,.
Le 24 juin 2020, le département de la Justice américain renforce ses accusations, Assange aurait conspiré avec des membres des groupes LulzSec et Anonymous et aurait obtenu « un accès non autorisé au système informatique gouvernemental d'un pays de l'OTAN ». « Une nouvelle tentative pathétique pour tromper le public » selon ses avocats.
En novembre 2020, qualifiant le procès pour extradition de « procès du siècle pour les médias », l'organisation d'analyse critique des médias FAIR (en) considère que les médias américains ont totalement manqué de courage et de déontologie journalistique pour mettre en évidence la collusion entre les pouvoirs américains et britanniques à propos de la demande d'extradition. Le journaliste note que le simple fait que les conversations confidentielles d'Assange avec ses avocats aient été violées par la CIA « aurait dû suffire à rejeter toute poursuite judiciaire contre Assange ». Pour le commentateur, le procès lui-même est une farce, puisque personne ne devrait pouvoir être poursuivi pour avoir aidé un lanceur d'alerte à dénoncer des crimes de guerre.
Une enquête du Guardian et de Yahoo News publiée en septembre 2021 révèle que la CIA a envisagé en 2017 sous la direction de Mike Pompeo l'assassinat d'Assange à l'ambassade équatorienne de Londres. La crainte de soulever une indignation internationale l'aurait poussé à y renoncer,,.

### Royaume-Uni: 7 ans de surveillance, puis incarcération
À la suite du mandat d'arrêt suédois de 2010, la justice britannique place Assange en liberté surveillée, lui imposant le port d'un bracelet électronique et le paiement d'une caution de 282 000 €. En mai 2012, la Cour suprême du Royaume-Uni, rejette son appel ainsi que sa demande de ne pas être extradé vers la Suède, considérant que le mandat d'arrêt européen lancé contre lui pour interrogatoire est valide.
Assange se réfugie alors dans l'ambassade d'Équateur à Londres, les autorités britanniques font tout pour le récupérer, allant jusqu'à menacer les autorités équatoriennes de prendre l'ambassade d'assaut si elles ne leur restituaient pas Assange,. Après l'octroi par l'Équateur du droit d'asile à ce dernier, le Royaume-Uni le place sous surveillance permanente par la police londonienne et engage des moyens importants (jusqu'à 13 millions d'euros), ce qui fut dénoncé par certains membres du parlement britannique. The Guardian révèle que depuis 2013 la justice suédoise souhaitait clore l'affaire mais subissait des pressions britanniques. Les autorités britanniques maintiennent le mandat d'arrêt, considérant qu'Assange avait violé sa liberté conditionnelle.
À la faveur de l'accession au pouvoir de Lenín Moreno, les autorités britanniques incitent l'Équateur à déchoir Assange de la nationalité équatorienne qui lui avait été accordée et à mettre fin à son droit d'asile. Elles l'arrêtent manu militari le 11 avril 2019 dans l'ambassade d'Équateur puis l'incarcèrent dans la prison de haute sécurité de Belmarsh, puis le condamnent le 1er mai 2019, à 50 semaines de prison pour violation des conditions de sa liberté provisoire au Royaume-Uni en 2012. Il plaide non-coupable tandis que des observateurs dénoncent des conditions de détention inhumaines qu'il subit ainsi maintenu dans un isolement complet.
Le 24 février 2020, la justice britannique entame la procédure d'examen de la demande d'extradition américaine. Elle statuera sur le bien-fondé du transfert du fondateur de WikiLeaks aux États-Unis, où il encourt jusqu'à 175 ans de prison pour espionnage.
Le 13 mai 2020, la juge Vanessa Baraitser décide de reporter au 7 septembre la reprise de l'audience en extradition. Assange est toujours détenu dans la prison de haute sécurité de Londres ; tout en sachant le coronavirus actif à Belmarsh, la juge lui avait refusé la liberté provisoire même après les demandes de ses avocats à cause de sa santé déjà fragile ; il est père de deux enfants, leur mère, Stella Moris, avait en vain imploré qu'il puisse les voir. Le 10 octobre 2022 Julian Assange est d'ailleurs testé positif au COVID-19.
Après le verdict du 6 janvier 2021, elle peut saluer une « victoire », un « premier pas vers la justice » mais « les deux enfants qu'elle a eus avec lui sont privés de leur père » tant qu'il « reste détenu alors qu'il n'a pas été condamné ».
En mai 2024, deux juges britanniques ont accordé à Julian Assange le droit de faire appel de son extradition. Cet appel devait notamment porter sur la question de savoir s'il bénéficierait de la protection de la liberté d'expression en tant qu'étranger dans le système juridique américain. La justice britannique devait examiner ce recours les 9 et 10 juillet 2024.
Mais en juin 2024, il conclut un accord de plaider coupable avec la justice américaine, ce qui permet sa libération. Il doit comparaître devant un tribunal fédéral des îles Mariannes le 26 juin pour « complot pour obtenir et divulguer des informations relevant de la défense nationale », il devrait plaider coupable de ce seul chef, selon des documents judiciaires rendus publics, qui citent également la militaire américaine Chelsea Manning à l'origine de la fuite des documents. Il devrait être condamné à 62 mois de prison, déjà purgés en détention provisoire à Londres, ce qui lui permet de regagner libre l'Australie.

### Suède: neuf ans de procédures judiciaires infructueuses
En novembre 2010, Assange est accusé de « délit sexuel » en Suède par deux femmes qui font appel quand en 2010 les poursuites sont abandonnées. Après prescription des faits le 13 août 2015, les poursuites sont abandonnées par le parquet suédois le 19 mai 2017. Puis l'enquête est rouverte en mai 2019, cette fois-ci pour viol, mais le parquet suédois la clôture définitivement le 19 novembre 2019, faute de preuves,.

### Équateur: octroi de l'asile politique et retrait par le nouveau gouvernement
Le 16 août 2012, le ministre des Affaires étrangères d'Équateur, Ricardo Patiño, annonce que l'Équateur accorde l'asile politique à Assange, malgré des pressions insistantes du Royaume-Uni,.
En 2019, afin de justifier le retrait du droit d'asile de Assange, le nouveau président Moreno — un pro-américain —  accuse Assange d'avoir tenté de créer un « centre d'espionnage » dans l'ambassade. Il reproche au précédent gouvernement de son pays d'avoir « fourni des équipements dans l'ambassade qui ont permis d'interférer dans les affaires d'autres États ».
Fin juillet 2021, le Tribunal de contentieux administratif d'Équateur notifie formellement Assange de la nullité de sa naturalisation, évoquant des irrégularités et le président Lenín Moreno parle d'« une conduite irrespectueuse et la violation de conventions internationales ». Assange est déchu de la nationalité équatorienne, qui lui avait été accordée en janvier 2018,,.
L'avocat d'Assange, Carlos Poveda, annonce faire appel, arguant que la législation internationale relative à la naturalisation n'a pas été respectée, notamment parce que la décision a été prise sans que Assange, souffrant à cette date, puisse comparaître devant le tribunal. « Plus que l'importance de la nationalité, il s'agit de respecter les droits et de suivre la procédure établie pour retirer la nationalité » conclut-il.

### France: réactions et demandes d'asile politique
Le 24 août 2012, alors qu'Assange se trouve dans l'ambassade d'Équateur à Londres, il intervient en direct via Skype dans un meeting du Parti de gauche, sur son invitation et celle de Jean-Luc Mélenchon qui décident de lui offrir une tribune,. Assange profite de cette occasion pour décrire sa situation et expliquer les enjeux à venir quant aux négociations diplomatiques. Il se fait le porte-parole des médias « libres et indépendants » et en profite pour remercier publiquement les gouvernements d'Amérique latine qui lui ont apporté leur soutien. Le jeudi 6 décembre 2012, Jean-Luc Mélenchon rencontre Assange à l'ambassade d'Équateur à Londres, et demande publiquement à la Suède de renoncer à le faire extrader vers les États-Unis.
En juin 2014, Assange confie à Antoine de Caunes, dans le Grand Journal, recevoir la visite et le soutien de personnalités comme Lady Gaga, Oliver Stone, Eva Joly ou Jean-Luc Mélenchon. Le 16 juillet 2014, Éric Cantona lui rend visite à l'ambassade d'Équateur pour lui apporter son soutien.
En juin 2015, à la suite des révélations de WikiLeaks sur l'espionnage de la France par les États-Unis, notamment de trois présidents de la République, de ministres, de hauts fonctionnaires, de parlementaires et de diplomates qui ont été surveillés téléphoniquement pendant près d'une décennie par les services de renseignement américains, de nombreuses personnalités s'indignent dans la classe politique française,,.
En 2015, une lettre de soutien signée par une trentaine d'artistes et intellectuels, dont Jacques Audiard, Eric Cantona, Matthieu Kassovitz, Edgar Morin, Costa-Gavras, Eva Joly, Thomas Piketty, Vincent Cassel, Ludivine Sagnier, Disiz, Romain Duris, Mouloud Achour, et Tahar Rahim, appelle à son asile politique,,.
En août 2015, Assange participe aux journées d'été des Verts via vidéo-conférence,.
Le 3 juillet 2015, à la suite de déclarations de la ministre de la justice Christiane Taubira se disant favorable à son accueil en France, Assange adresse une lettre au président de la République François Hollande, et à travers lui une « lettre au peuple français » publiée dans Le Monde. Il révèle avoir créé WikiLeaks à Paris et être père d'un enfant français qui vit en France avec sa mère. Il précise que sa famille avait fait face à des menaces de mort et à du harcèlement à cause de son activisme, les forçant à changer d'identité et à réduire les contacts avec lui. Il demande à François Hollande de lui « offrir la protection nécessaire »,. La lettre est interprétée comme une demande d'asile par l'Élysée, qui la rejette 45 minutes après sa publication par voie de communiqué, invoquant « l'absence d'urgence » de la situation et l'existence d'un mandat d'arrêt européen,. La décision est largement critiquée par la société civile et la classe politique française, EELV parlant notamment de « déshonneur de la République ». Assange réagira en déclarant avoir reçu un « coup de poignard dans le dos » de la part de François Hollande.
En décembre 2016, dans un entretien à l'émission Questions politiques, Jean-Luc Mélenchon déclare que s'il venait à gagner l'élection présidentielle française de 2017, il accorderait la nationalité française à Assange ainsi qu'à Edward Snowden et que la France les accueillerait.
En février 2020, Éric Dupond-Moretti, alors avocat français chargé de la défense d'Assange, dépose une demande d'asile politique. Il déclare à cette occasion « 175 ans de prison c'est long, surtout vers la fin ». Le 4 février 2021, le texte défendu à l'Assemblée Nationale par la députée Jennifer de Temmerman ex-LREM devenu membre du groupe « Libertés et Territoires » est rejeté par 17 voix pour et 31 contre,.
Dans une conférence de presse du 17 juin 2022, Jean-Luc Mélenchon promet à nouveau de naturaliser Julian Assange s'il est nommé Premier ministre.
Le 24 janvier 2023 est organisé "Assange Odysseia", un théâtre-forum au Théâtre national de Strasbourg pour revenir sur son parcours et les enjeux de WikiLeaks.

### Suisse: d'une potentielle demande d'asile à l'Appel de Genève
Le 10 janvier 2011, Assange hésite encore à solliciter l'asile politique en Suisse qu´il a évoqué dans un entretien télévisé accordé à la RTS le 3 décembre 2010. Trois jours après, le compte en banque destiné à la collecte de fonds pour la défense de Assange est consigné chez PostFinance.
Le 5 décembre 2010, Donald S. Beyer, ambassadeur des États-Unis à Berne, met en garde le Conseil fédéral suisse contre les conséquences qui pourraient découler d'un octroi de l'asile politique à Assange, tandis que le service de paiement en ligne basé aux États-Unis, PayPal, annonce avoir bloqué les transferts financiers au bénéfice de WikiLeaks. Le même jour, le porte-parole de PostFinance fait part de la nécessité de procéder à des investigations complémentaires, pour vérifier l'authenticité de l'adresse légale en Suisse communiquée par le souscripteur, en raison des doutes qui entoureraient sa légitimité, voire son existence factuelle.
Le 6 décembre 2010, PostFinance, la filiale bancaire de la Poste suisse, décide de clore le compte bancaire de Assange, pour cause de renseignements erronés.
Neuf ans plus tard, le 19 février 2020, le débat est relancé lorsque deux élus du canton de Genève, le député des Verts au Grand Conseil genevois Jean Rossiaud et le conseiller d'État genevois Mauro Poggia, se disent favorables à la délivrance d'un visa humanitaire à Assange. Selon Poggia, la décision finale incombe à la Confédération suisse.
Stella Moris, pour inaugurer sur la jetée, face au Jet d'eau, la sculpture Anything to Say?, en présence de son auteur, Davide Dormino, est accompagnée par la maire de Genève Frédérique Perler, le Rapporteur spécial de l'ONU sur la torture Nils Melzer, Denis Masmejan (RSF-Suisse), des personnalités engagées dans la défense des droits humains, ainsi que de nombreux citoyens signataires de l'« Appel de Genève » du 4 juin 2021, qui adresse un certain nombre de demandes relatives à la libération d'Assange.

### Mexique
Le 4 janvier 2021, jour du refus de la justice britannique à la demande d'extradition d'Assange vers les États-Unis, le Mexique fait part de son intention d'accorder l'asile politique à Assange,. Le président mexicain Andres Manuel Lopez Obrador déclare : « Je vais demander au ministre des Affaires étrangères de prendre les dispositions nécessaires afin de solliciter auprès du gouvernement britannique la libération de Assange pour que le Mexique lui offre l'asile politique »,.

### Soutiens déclarés à Assange pour défendre la liberté de la presse

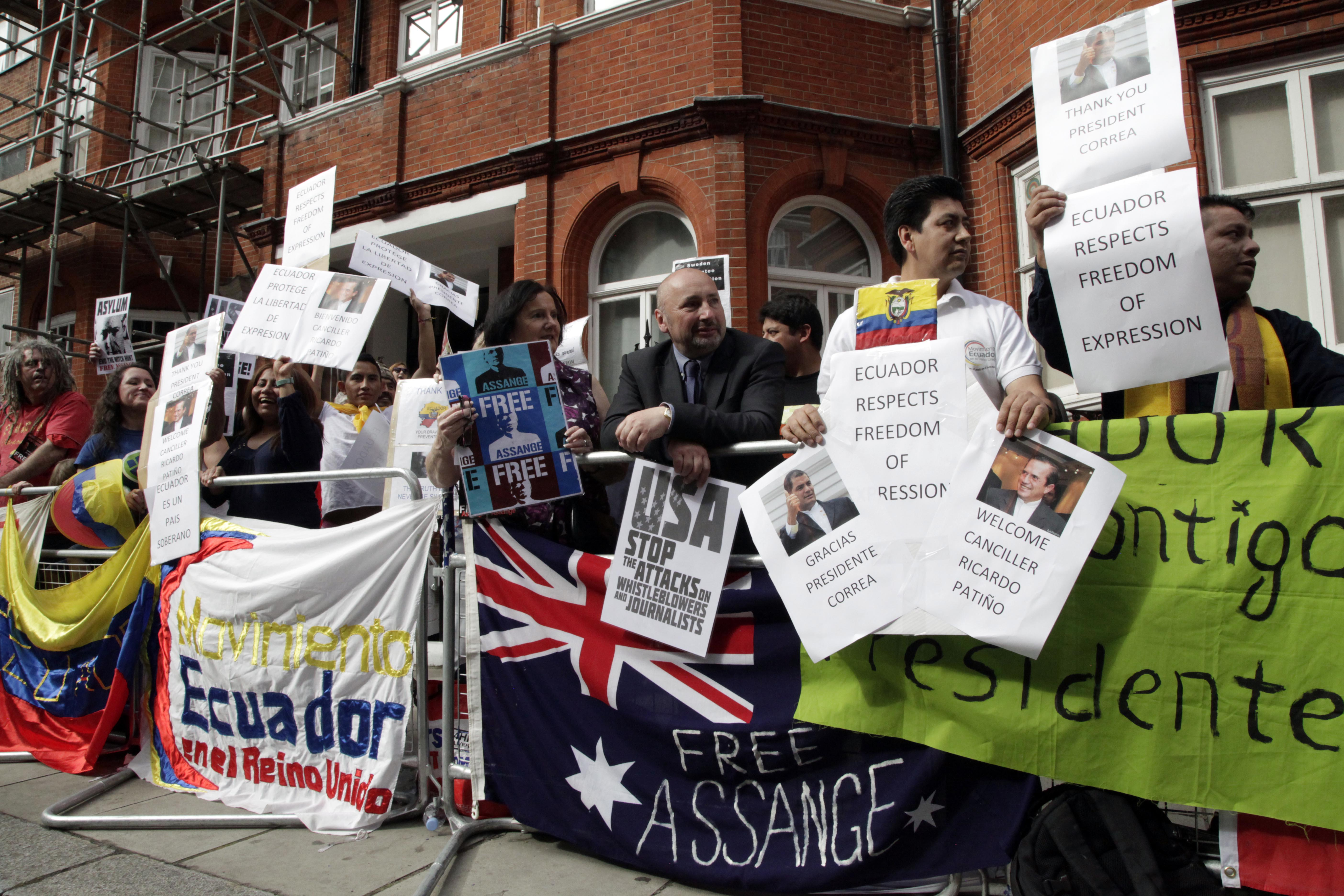
Manifestation devant l'ambassade équatorienne à Londres pour la libération de Assange, le 13 juin 2013.

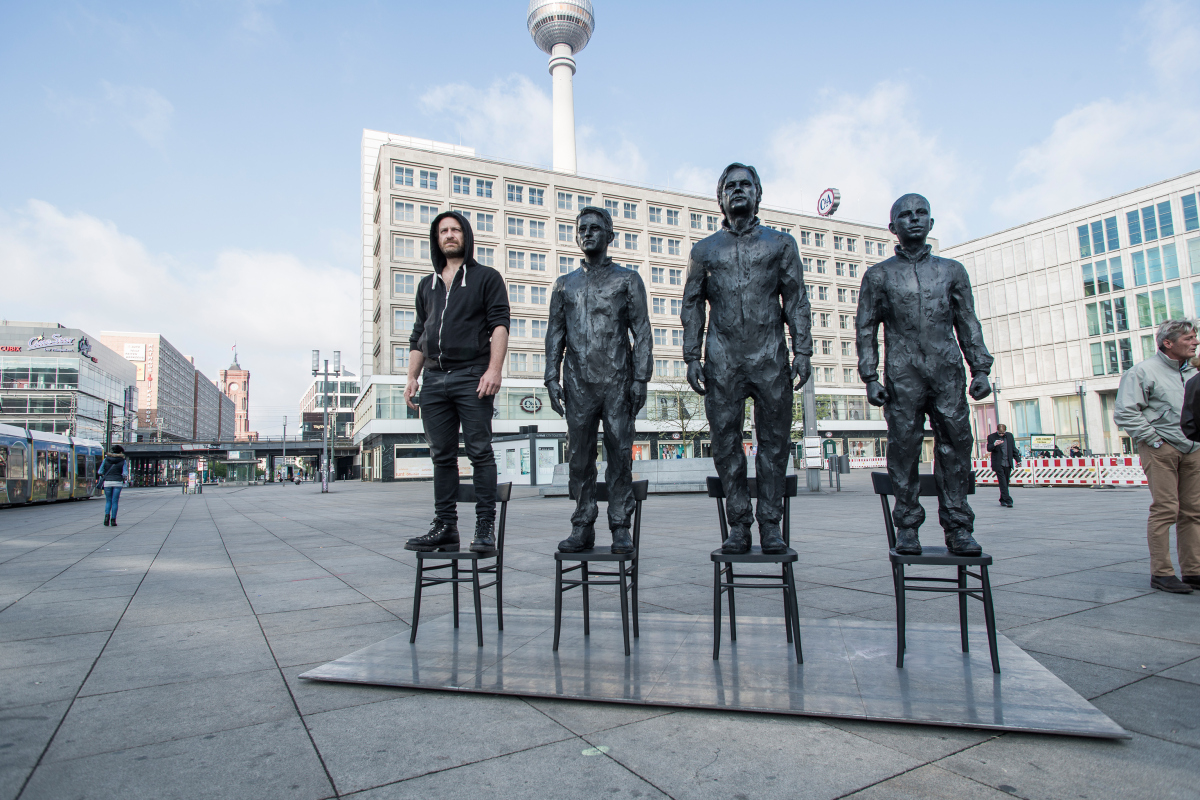
L'installation artistique itinérante Anything to Say? avec des sculptures en bronze d'Assange, Snowden et Manning et une chaise vide qui vous donne la parole.

Plusieurs magistrats, personnalités politiques et associations considèrent que l'arrestation du journaliste constitue une attaque à la liberté de la presse et au droit international. Le président du groupe de la Gauche unitaire européenne/Gauche verte nordique, Tiny Kox, demande ainsi à la Commissaire aux droits de l'homme du Conseil de l'Europe, Dunja Mijatovic, si l'arrestation de Assange et une éventuelle extradition vers les États-Unis sont bien conformes aux critères de la Convention européenne des droits de l'homme, parce que désormais, d'après ce député néerlandais, le journaliste arrêté en Grande-Bretagne peut bénéficier de la protection de l'Article 10 de la Convention européenne des droits de l'homme. WikiLeaks a en effet été reconnu comme un média par un tribunal britannique.
Eva Joly, magistrate et députée européenne, déclare que l'arrestation de Assange constitue une attaque contre la liberté de la presse, le droit international et le droit d'asile. De même, la députée allemande au Bundestag Sevim Dağdelen, spécialisée dans les questions de droit international et de droit de la presse, a qualifié l'arrestation de l'informateur d' « attaque contre le journalisme indépendant » et a déclaré qu'il « est aujourd'hui gravement en danger »,. Dick Marty, ancien procureur général du Tessin et rapporteur sur les prisons secrètes de la CIA pour le Conseil de l'Europe, juge que l'arrestation du lanceur d'alerte est « très choquante » parce qu'il « n'a fait que dire la vérité ». Plusieurs juristes suisses de renom ont même demandé au Conseil fédéral d'accorder l'asile du fondateur de WikiLeaks parce qu'il est menacé d'extradition vers les États-Unis, qui ont par le passé « réduit au silence des lanceurs d'alertes ».
En avril 2019, Jeremy Corbyn, chef du Parti travailliste britannique, déclare que « le gouvernement britannique devrait s'opposer à l'extradition de Julian Assange vers les États-Unis pour avoir révélé des preuves d'atrocités commises en Irak et en Afghanistan ». Ron Paul, représentant du Texas à la Chambre des représentants et candidat à l'élection présidentielle de 1988, s'est également prononcé en faveur de Assange. En 2010, il a déclaré que « dans une société libre, nous sommes censés connaître la vérité. Si dans notre société la vérité devient trahison, alors nous avons de sérieux problèmes. En ce moment même, des personnes sont persécutées pour avoir révélé la vérité. » Il ajoute « C'est un média, non ? Je veux dire, pourquoi ne poursuivons-nous pas en justice le New York Times ou quiconque publierait cette information ? »
Plusieurs associations s'inquiètent également des risques encourus par le fondateur de WikiLeaks s'il venait à être extradé aux États-Unis. Christophe Deloire, secrétaire général de Reporters sans frontières, a déclaré que « viser Assange […] serait une mesure strictement punitive et constituerait un dangereux précédent pour les journalistes, leurs sources et les lanceurs d'alerte ». Le Syndicat national des journalistes CGT « refuse que la diffusion de documents ou d'informations d'intérêt public puisse être considérée comme un délit. Ces documents et informations mettent le projecteur sur les pratiques inavouables d'États, d'entreprises ou d'autres institutions, qui n'ont bien entendu pas intérêt à leur divulgation ». Ce syndicat appelle la Grande-Bretagne « à refuser l'extradition de Julian Assange vers les États-Unis et à le remettre en liberté ». En 2020, 17 organisations européennes saisissent, à l'initiative de la Maison des lanceurs d'alerte, la commissaire aux droits de l'homme du Conseil de l'Europe, Dunja Mijatović, et lui demandent d'intervenir en faveur de la libération immédiate de Assange et de l'abandon des charges. Parallèlement, le 27 février 2020, une dizaine organisations françaises, dont certaines ont pris part à cette saisine, demandent au gouvernement français de lui octroyer « l'asile constitutionnel », : la Maison des lanceurs d'alerte, la Ligue des droits de l'Homme (LDH), la Fédération internationale des Ligues des droits de l'Homme (FIDH), le Syndicat national des journalistes (SNJ), le SNJ-CGT, Reporters sans frontières (RSF), la Fédération internationale des journalistes (FIJ), la Fédération européenne des journalistes (FEJ), Solidaires et l'UGICT-CGT.
L'hebdomadaire L'Obs souligne le soutien apporté au fondateur de WikiLeaks par le mouvement des Gilets jaunes, dont il est « devenu une icône ». Fin octobre 2019, Maxime Nicolle et Juan Branco partent à Londres en compagnie de 120 gilets jaunes dans deux cars spécialement affrétés pour apporter leur soutien au journaliste emprisonné,,. Parmi les diverses initiatives exigeant la libération de Julian Assange, l'abandon des poursuites judiciaires le visant et le respect de la liberté de la presse, le projet Radio Free Assange émet 24h sur 24 sur la radio expérimentale Π-Node.
En décembre 2019, un mouvement de soutien est organisé par 120 journalistes qui lancent une pétition spécifiquement destinée à la profession. Cet appel souligne à nouveau le précédent grave pour la liberté de la presse que l'extradition d'Assange constituerait, et relaie une déclaration du rapporteur spécial de l'ONU, Nils Melzer : « J'ai finalement compris que j'avais été aveuglé par la propagande et qu'on avait systématiquement calomnié Assange afin de détourner l'attention du public des crimes qu'il avait révélés. Une fois déshumanisé par l'isolement, le dénigrement et la honte, exactement comme les sorcières que l'on brûlait sur le bûcher. » La pétition dépasse les 1 000 signatures. Deux anciens présidents de Médecins sans frontières appellent à sa libération dans une tribune publiée dans Le Monde.
Selon Oliver Stone, réalisateur, scénariste et producteur, « Julian Assange est un éditeur pour la vérité. Il a accompli un travail remarquable pour l'humanité malgré le traitement inhumain qui lui est infligé. Cette affaire est cruciale pour la survie de notre droit de savoir et de notre liberté essentielle pour lutter contre l'oppression des États-Unis et du Royaume-Uni — et maintenant contre la tyrannie ! ».

## Activités médiatiques et politiques

### Élection présidentielle américaine de 2016
Assange, alors réfugié à l'ambassade d'Équateur à Londres pour échapper aux demandes d'extradition de la Suède et des États-Unis, s'implique dans la campagne présidentielle américaine de 2016, d'une part par des jugements sur Clinton, d'autre part par des documents que révèle WikiLeaks.
Sur Clinton, Assange écrit en février 2016 sur WikiLeaks : « J'ai des années d'expérience dans le suivi d'Hillary Clinton et j'ai lu des milliers de ses courriels. Hillary manque de jugement et poussera les États-Unis dans des guerres stupides et sans fin, qui propageront le terrorisme. » Cependant il ne soutient pas son adversaire, disant qu'entre elle et lui, « c'est comme choisir entre le choléra et la gonorrhée »,,.
Quant aux documents, WikiLeaks rend public le 4 juillet 2016, durant les primaires présidentielles du Parti démocrate, le contenu des courriels envoyés et reçus sur le serveur personnel de Clinton lorsqu'elle était secrétaire d'État, documents qui avaient été rendus publics à la suite d'une demande fondée sur le Freedom of Information Act. Puis le 22 juillet 2016, WikiLeaks publie des courriels et des documents du Comité national démocrate qui révélaient des biais contre le candidat Bernie Sanders et ont conduit à la démission de la présidente du parti Debbie Wasserman Schultz,.
Le 26 août 2016, au micro de Fox News, Assange accuse Clinton d'être à l'origine d'une hystérie antirusse après l'affirmation par le Parti démocrate et des experts en cybersécurité que les fuites de WikiLeaks provenaient des services secrets russes, affirmation qu'il dément absolument,,.
Le 7 octobre 2016, sur WikiLeaks, Assange publie un communiqué de presse accompagnant plus de 2 000 courriels de John Podesta, le directeur de la campagne démocrate soutenant Clinton. Ces courriels datant de 2007 à 2016 révèlent des extraits d'une conférence de Clinton en 2013, conférence payée par Goldman Sachs où elle affirmait sa relation privilégiée avec Wall Street, ce qui la mettait en difficulté vis-à-vis de son électorat populaire. Cette publication avait été précédée trois jours plus tôt d'une vidéo conférence télévisée célébrant à Berlin le dixième anniversaire de WikiLeaks, où depuis Londres Assange annonçait que ces informations contre Clinton, qu'il appelait « The October Surprise », couleraient sa candidature.
Le 16 octobre 2016, après la publication des discours de Clinton à Goldman Sachs, le gouvernement équatorien bloque l'accès internet de Assange que lui fournissait l'ambassade pour qu'il n'interfère plus dans l'élection présidentielle américaine du 8 novembre, tout en réaffirmant l'asile politique qui lui est accordé.
La communication de WikiLeaks amène certains commentateurs politiques à considérer que l'organisation fait « ouvertement campagne pour le candidat républicain »,. À la veille de l'élection présidentielle, Assange publie un communiqué réfutant l'accusation de parti pris en affirmant ne pas avoir « reçu d'information critique sur Donald Trump ».
Le 1er août 2018, le Comité du sénat américain pour le renseignement adresse une lettre à Assange pour l'inviter à apporter son témoignage « en temps et lieu convenant aux deux parties » à l'enquête sur les accusations d'ingérences russes dans l'élection présidentielle américaine de 2016. L'administration américaine soupçonne un faux-nez de GRU (service de renseignement de Russie) d'être à l'origine du piratage des emails, ce que Assange dément à nouveau.
Puis sont révélés de courts échanges via Twitter entre Assange et le fils de Donald Trump, Donald Trump, Jr.,, tandis que The Guardian en novembre 2018 prétend que Manafort (directeur de la campagne électorale de Trump) et Assange se seraient rencontrés plusieurs fois à l'ambassade d'Équateur à Londres : ce que Manafort, Assange et le consul d'Équateur réfutent, aucune trace de son passage n'apparaissant ni dans les registres de l'ambassade, ni dans les images d'entrées et sorties de ce lieu des plus surveillés et filmés de la planète.
Le 14 février 2018 le journal The Intercept publie des messages de Assange qui proviendraient de conversations privées sur Twitter d'un groupe travaillant pour WikiLeaks. Ces messages proviennent d'un bénévole anonyme de WikiLeaks. Concernant l'élection présidentielle, Assange critique Clinton, et ses messages contiennent des idées sexistes, racistes et antisémites,.
En février 2020 l'avocate d'Assange déclare que Donald Trump aurait proposé à Assange en 2017 de lui accorder le pardon à la condition qu'il nie toute implication russe dans le piratage des courriels du Parti démocrate en 2016 ; ce que la Maison-Blanche dément,.
Selon le New York Times, l'offre par WikiLeaks d'une récompense de 20 000 $ pour des informations sur la mort de Seth Conrad Rich (en), le membre du personnel du DNC tué par balles dans le dos le 10 juillet 2016, aurait alimenté une théorie du complot autour de sa mort,,, quoique WikiLeaks eût démenti que cette offre de récompense signifiât qu'elle pensait que Rich fût à l'origine de la fuite des courriers électroniques. Cette théorie soutenue par des Républicains lors de la campagne pour la présidentielle, notamment par Newt Gingrich, suggérait que quatre personnes mortes dans des conditions suspectes, dont Seth Rich, avaient été assassinées pour dissuader la parole de quiconque posséderait des informations susceptibles de faire échouer la campagne de Clinton ; ce qui, selon le site Snopes, ne serait pas vraisemblable,,,,.

### Autres activités
Dans une interview de novembre 2010, Assange se déclare en faveur de la transparence de l'information et du libéralisme économique. Il se montre sceptique quant à la régulation qu'il perçoit comme un risque pour la liberté, mais l'estime néanmoins nécessaire pour combattre la corruption et la tendance qu'auraient selon lui les marchés à tendre vers des situations de monopole.

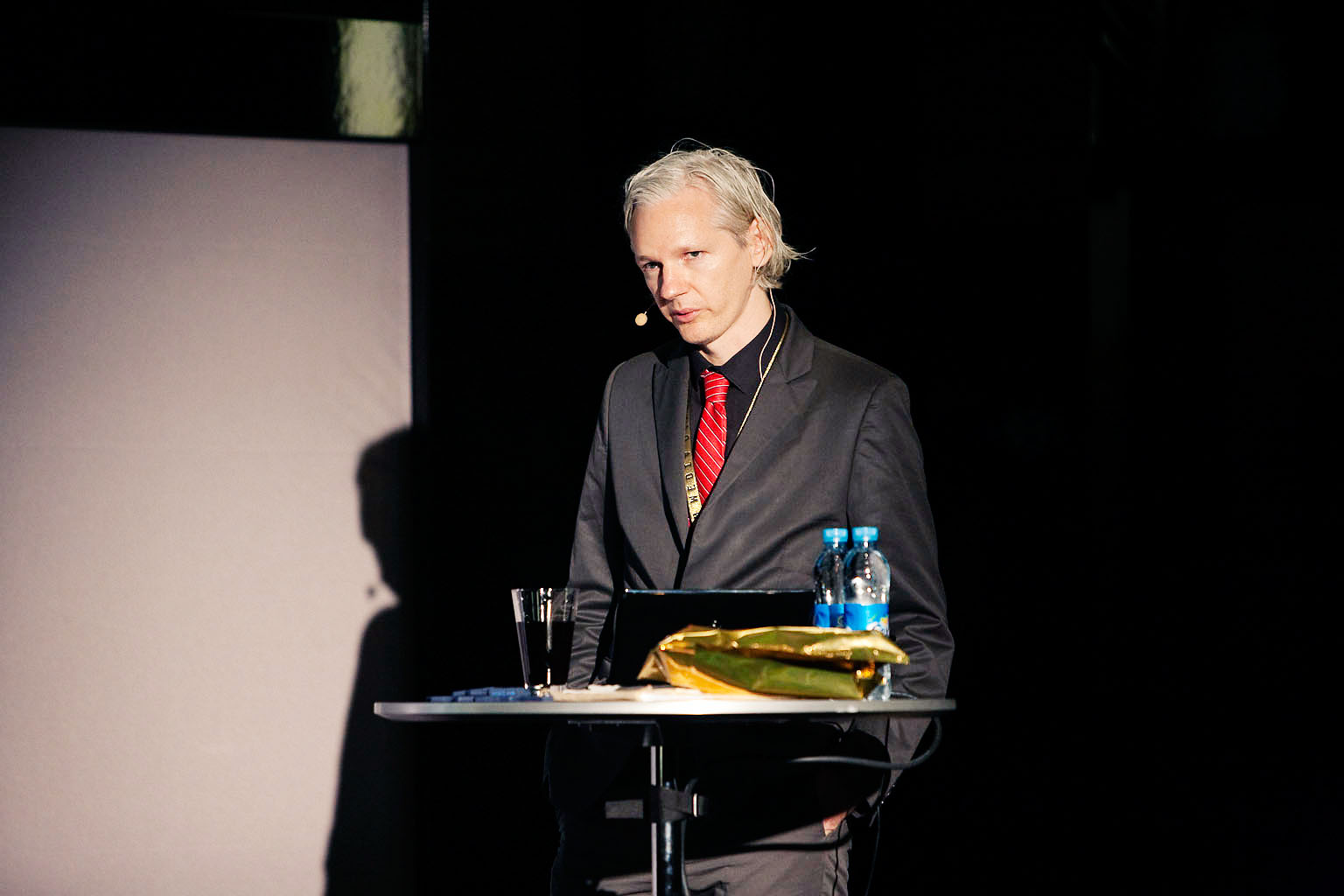
Assange aux New Media Days 09 à Copenhague.

En mars 2012, il décide de se présenter aux élections sénatoriales de 2013 en Australie.
En avril 2012, Assange lance la diffusion hebdomadaire de douze émissions intitulées « The World Tomorrow » sur le réseau câblé financé par l'État russe RT Network, émissions présentant des entretiens avec des « acteurs, penseurs et révolutionnaires politiques ».
Le 26 septembre 2012, Assange s'exprime devant l'ONU, depuis l'ambassade d'Équateur à Londres où il est réfugié depuis 3 mois. Il dénonce notamment la chasse aux sorcières dont WikiLeaks et lui-même sont victimes, ainsi que les traitements que Chelsea Manning subit en détention.
En 2013, Assange aide Edward Snowden à fuir les persécutions des États-Unis pour se réfugier en Russie,,.
En juin 2016, il se prononce en faveur du Brexit.
En mars 2017, à l'occasion du quatrième anniversaire de la mort d'Hugo Chávez, il fait l'éloge de la lutte de l'ancien président vénézuélien contre l'impérialisme, contre toutes les formes d'oppression et pour la démocratisation de l'information.
En mai 2017, à l'issue de l'élection d'Emmanuel Macron, le comité de soutien officiel de Assange demande sur son compte Twitter si la défaite de Marine Le Pen est due au sexisme. Malgré des réponses et réactions sans équivoque sur Twitter, cette interrogation se transforme en sous-entendu plus marqué lors d'un second tweet, faisant au passage le parallèle avec l'élection américaine où, selon lui, la défaite de Clinton serait également due à une résurgence du patriarcat.

## Conséquences

### Conséquences pour les médias
L'afflux de données, jugé parfois « exponentiel », permis par les fuites massives comme les télégrammes diplomatiques de l'administration américaine révélés par WikiLeaks entre 2010 et 2011, a suscité une nouvelle donne numérique pour le journalisme d'investigation. Les médias ont réagi de différentes manières : certains des journalistes opérant dans cette spécialisation « coopèrent aux quatre coins du monde, développent de nouvelles stratégies et s'appuient sur des outils informatiques puissants » afin d'exploiter et traiter les données fournies par un lanceur d'alerte ou un autre. Les poursuites contre Julien Assange sont restées une forme de menace pour le journalisme d'investigation et sa nouvelle manière d'enquêter, selon Jameel Jaffer, expert de la liberté de la presse à l'université Columbia de New York.
La presse américaine, depuis l'affaire Assange, « cherche régulièrement à avoir accès à des informations classifiées grâce à des sources confidentielles », selon Cindy Cohn, de l'Electronic Frontier Foundation. D'après cette experte, la recherche, l'analyse et la publication de documents gouvernementaux obtenus par des fuites telles que celles de Wikileaks, notamment ceux qui révèlent des abus du gouvernement, de ses services ou des scandales politiques, a étendu le champ du journalisme d'investigation, qui selon son analyse « joue un rôle vital pour obliger le gouvernement américain à rendre des comptes ».

## Prix et distinctions
Assange fait son entrée en 2010 dans le palmarès des 68 personnes les plus influentes du monde du magazine Forbes. Il est élu personnalité de l'année 2010 par les lecteurs du site du magazine Time, ainsi que par la rédaction du journal Le Monde.
Il reçoit de nombreux prix dont :
- 2008 : Index on Censorship Award du journal The Economist[425] ;
- 2009 : Amnesty International News Media Award, pour la diffusion d'informations sur des assassinats[426] ;
- 2010 : Personnalité de l'année choisie par les lecteurs du magazine Time[427] ;
- 2010 : Sam Adams Award[428] ;
- 2011 : Free Dacia Award[429] ;
- 2011 : Médaille d'or du Prix Sydney de la paix pour la « défense du droit des individus à la connaissance[430],[431] » ;
- 2011 : Prix du journalisme Martha Gellhorn[432] ;
- 2011 : Prix de la Walkley Foundation for Journalism (Walkley_Awards (en)) pour contribution majeure au journalisme[433] ;
- 2011 : Voltaire Award for Free Speech[434] ;
- 2012 : Big Brother Awards Hero of Privacy[435] ;
- 2013 : Global Exchange Human Rights Award, People's Choice[436] ;
- 2013 : Prix du courage Yoko Ono Lennon for the Arts[437] ;
- 2013 : New York Festivals World's Best TV & Films Silver World Medal[438] ;
- 2014 : Union of Journalists in Kazakhstan Top Prize[439] ;
- 2019 : Prix Galizia, Gauche unitaire européenne/Gauche verte nordique[440] ;
- 2019 : Prix Gavin MacFadyen (en)[441].
- 2020 : Prix de la Paix de Stuttgart. Remis par l'ONG Die AnStifter, groupe civique allemand[442].
- 2022 : Prix éthique d'Anticor remis par l'association Anticor (France)

## Publications

### Livres
- (en) Suelette Dreyfus, Underground : Tales of Hacking, Madness and Obsession on the Electronic Frontier, Lausanne, Reed Books Australia, 1997, 321 p. (ISBN 978-2-88453-168-9) — Julien Assange est indiqué comme « chercheur » par le principal auteur.
- (en) Julian Assange, Jacob Appelbaum, Andy Muller-Maguhn et Jérémie Zimmermann, Cypherpunks : Freedom and the Future of the Internet, OR Books, 2012, 186 p. (ISBN 978-1-939293-00-8).
- Menace sur nos libertés : Comment Internet nous espionne. Comment résister, Robert Laffont, 2013, 245 p. (ISBN 978-2-221-13522-8 et 2-221-13522-9) — avec Jacob Appelbaum, Andy Müller-Maguhn et Jérémie Zimmermann.
- Google contre WikiLeaks – L'histoire secrète de ma confrontation avec le président de Google, Ring, 2018.

### Essais
- (en) State and Terrorist Conspiracies (2006)
- (en) Conspiracy as Governance (2006)
- (en) The Hidden Curse of Thomas Paine (2008)

### Vidéos
- World Tomorrow (en), est une émission télévisée de 2012, de 12 épisodes de 26 minutes d'entrevues politiques animées par Assange.
- Mediastan (en), documentaire suédois de 2013 produit par Assange pour concurrencer le film Le Cinquième Pouvoir (en anglais : The Fifth Estate), qu'Assange décrit comme une attaque de propagande contre l'organisation WikiLeaks.

### Textes
- Quentin Lafay, L'intrusion, Gallimard, 2020, 128 p. (ISBN 978-2-072-85810-9)
- Guillaume Ledit et Olivier Tesquet, Dans la tête de Julian Assange, Actes Sud, 2020, 224 p. (ISBN 978-2-330-13126-5)
- Geoffroy de Lagasnerie, L'Art de la révolte : Snowden, Assange, Manning, Fayard, 2015 (ISBN 978-2-213-68578-6).
- Juan Branco, Assange : l'antisouverain, Paris, éditions du Cerf, 2020, 496 p. (ISBN 978-2-204-13307-4, présentation en ligne).
- Juan Branco, « Le spectre d'Assange », Esprit (revue),‎ janvier 2015 (lire en ligne).

### Films

#### Documentaires
- The War You Don't See (en), documentaire britannique de 2010 écrit, produit et réalisé par John Pilger avec Alan Lowery, qui met en cause les médias pour le rôle qu'ils ont joué dans les conflits en Irak, en Afghanistan et en Israël / Palestine. Il a été diffusé au Royaume-Uni et en Australie[443].
- Underground : L'Histoire de Assange, téléfilm biographique australien de 2012.
- We Steal Secrets: The Story of WikiLeaks, documentaire d'Alex Gibney (réal.), 2014.
- Risk, documentaire sorti en 2016 réalisé par Laura Poitras ayant pour objet Julien Assange[444].
- Architects of Denial, 2017[445].
- The New Radical (en), documentaire américain de 2017, contient une interview d'Assange à l'ambassade d'Équateur de Londres[446].
- Assange, le prix de la vérité, documentaire français de 2021, réalisé par Nicolas Vescovacci[447],[448]
- Hacking Justice - Assange, coréalisé par Clara López Rubio et Juan Pancorbo, sorti en salles le 17 novembre 2021 en France[449]
- Ithaka, le combat pour libérer Assange, réalisé par Ben Lawrence sorti en janvier 2024 en France
- The Six Billion Dollar Man d'Eugene Jarecki, sorti au Festival de Cannes 2025. Le titre, traduisible « L'Homme qui valait six milliards de dollars », fait référence au montant du prêt accordé à l’Équateur pour qu'il renonce à accorder l’asile politique à Julian Assange[450].

#### Fiction
- Enfin la liberté, épisode de la série télévisée d'animation américaine Les Simpson de 2012, où Assange fait un caméo[451].
- Le Cinquième Pouvoir (The Fifth Estate), 2013 : film sur la fondation de WikiLeaks, la personnalité et les méthodes de Assange, son amitié et son conflit avec Daniel Domscheit-Berg, dont le livre autobiographique a inspiré en partie le film. Assange dénonce son caractère mensonger[452] ; son personnage y est interprété par Benedict Cumberbatch.